# Citroën

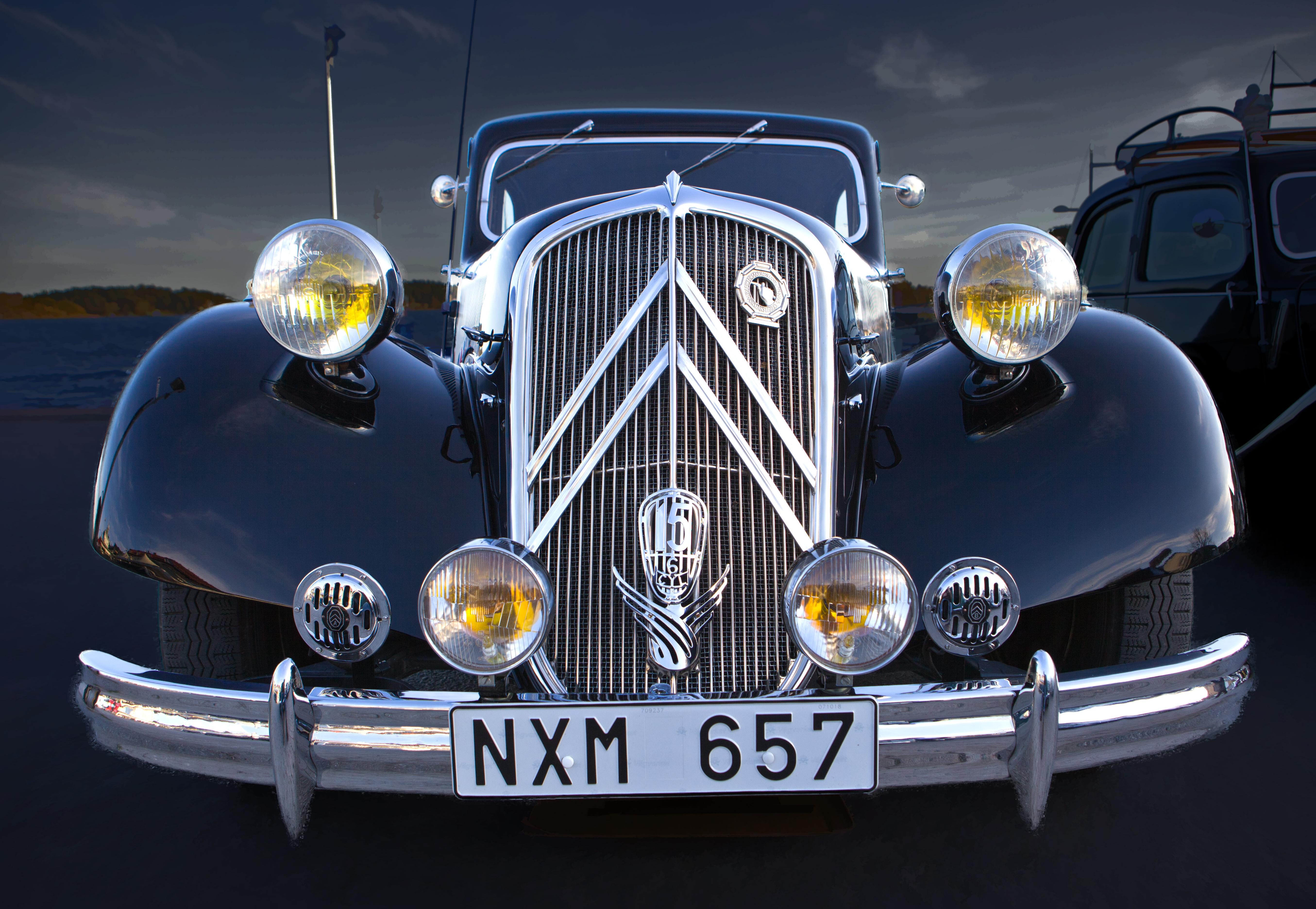
Citroën Traction Avant

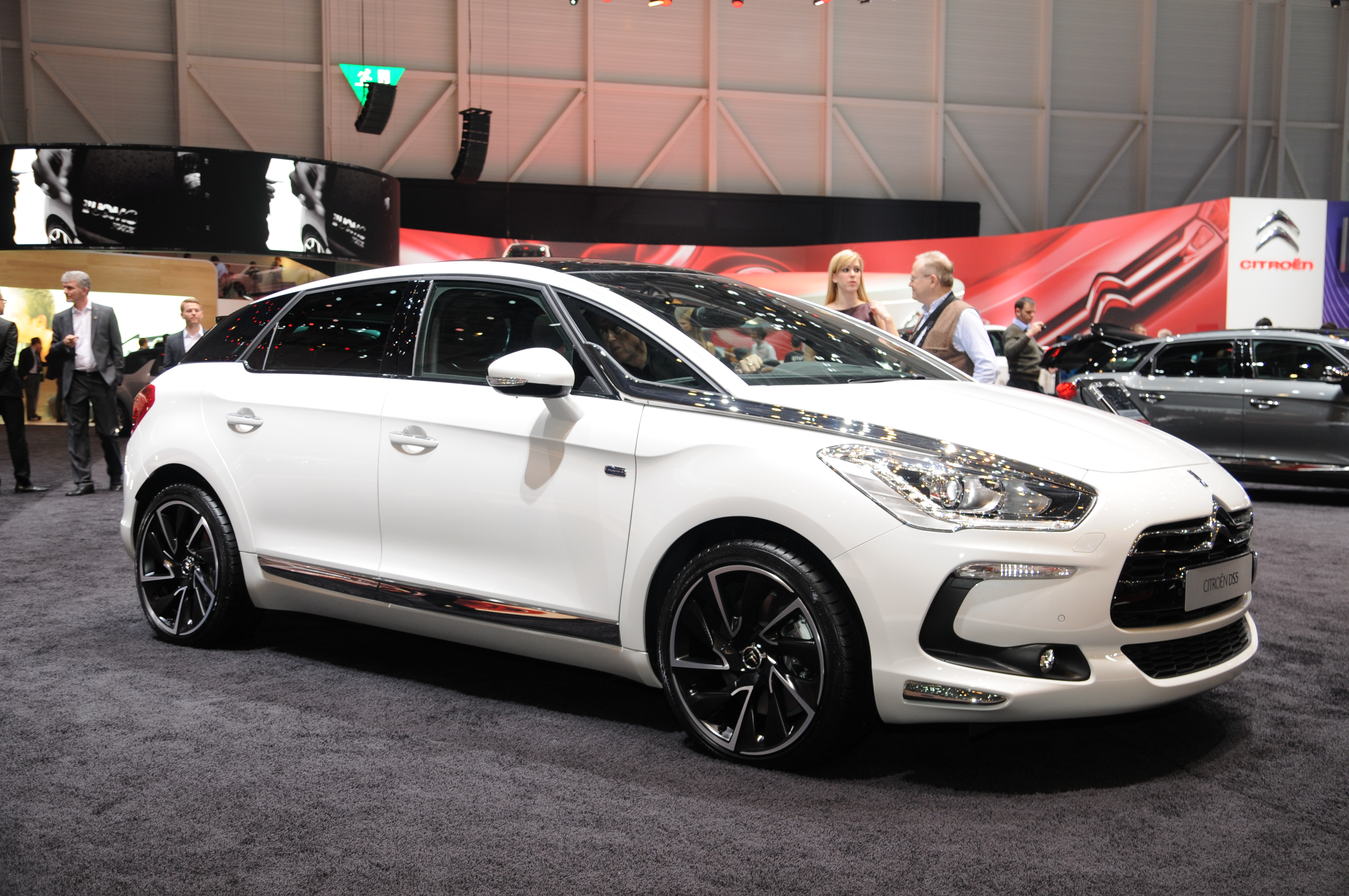
Citroën DS5

Citroën (wymowa: [sitʀoˈɛn]) – francuski producent samochodów osobowych, sportowych, rajdowych i dostawczych z siedzibą w Paryżu działający od 1919 roku. Wchodzi w skład międzynarodowego koncernu Stellantis.
Przedsiębiorstwo utworzył inżynier André Gustave Citroën (5 lutego 1878 – 3 lipca 1935), który w czasie podróży przez Polskę nabył patent na sposób wytwarzania maszyny do obróbki kół zębatych daszkowych. Logo marki przedstawia właśnie zazębienie daszkowe.

## Historia

### André Citroën i początki przedsiębiorstwa

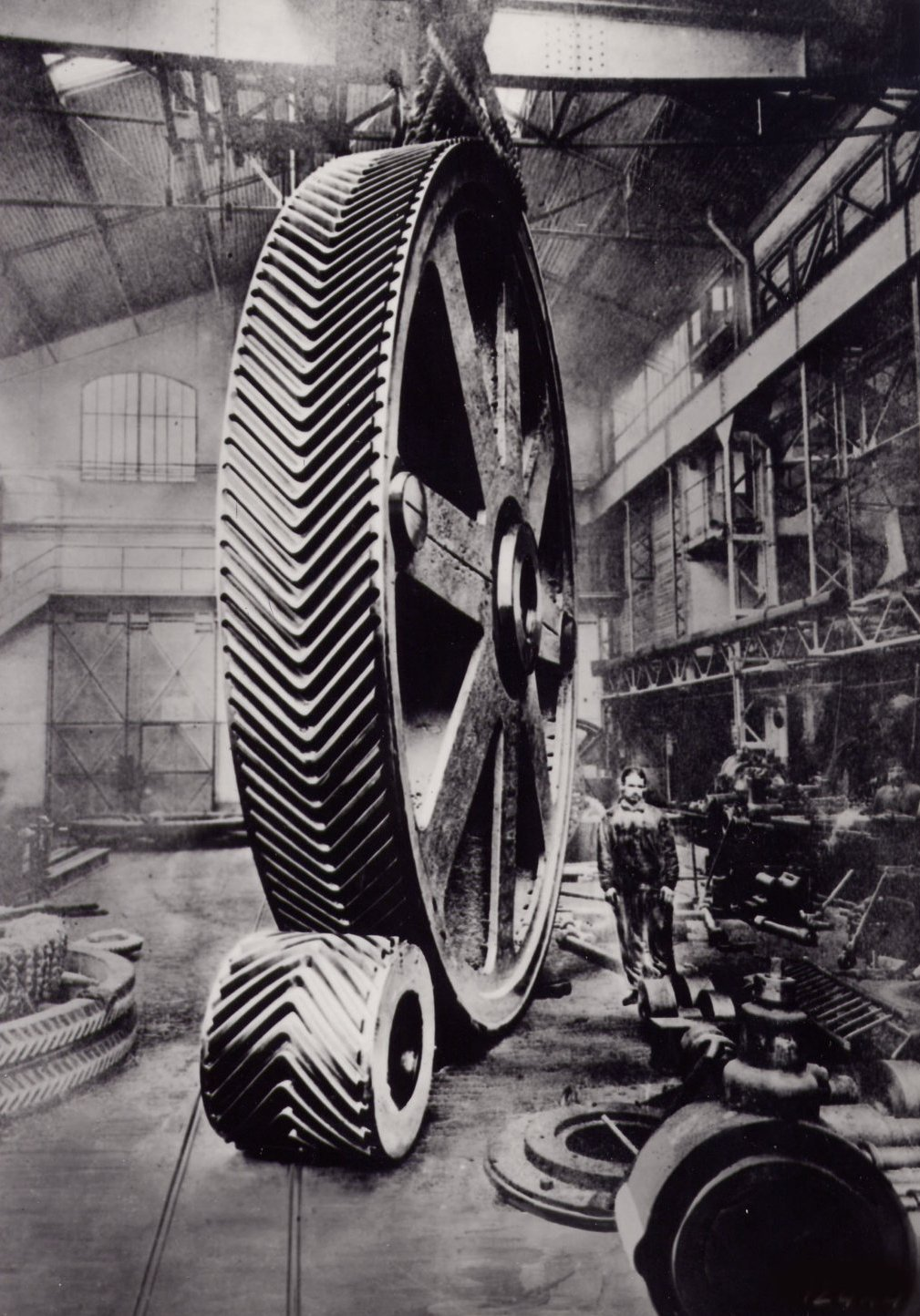
Olbrzymie koła zębate z zazębieniem daszkowym produkcji Citroën

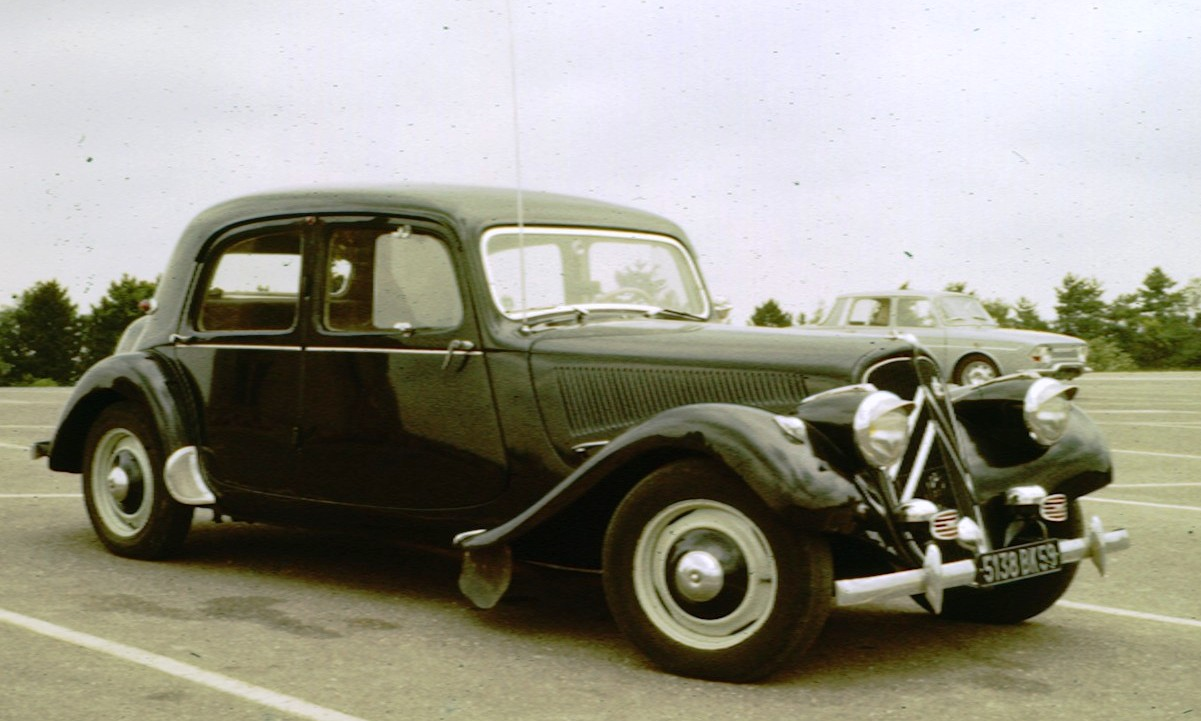
Citroën Traction Avant

Historia przedsiębiorstwa Citroën rozpoczęła się 5 lutego 1878 roku, kiedy to przyszedł na świat André, piąte dziecko w zamożnej żydowskiej rodzinie klasy średniej. Owa zakorzeniona w Holandii rodzina w dawniejszych czasach zajmowała się handlem egzotycznymi owocami, od którego wzięło się jej nazwisko – Limoenman; dopiero dziadek André, Barend, zmienił je na Citroën. W tych czasach rodzina zajmowała się już handlem diamentami i jubilerstwem, a ojciec André, Levie, został wysłany z Holandii do Warszawy, aby rozwijać rodzinne przedsięwzięcie. Tam poznał Maszę Amelię Kleinman, z którą wziął ślub, a w 1872 roku przeniósł się do Paryża, gdzie urodził się André.
Kilka lat później rodzice wzięli go w pierwszą podróż do Polski. Niedługo potem problemy na rynku diamentów spowodowały, że przedsiębiorstwo Leviego zbankrutowało i młody André Citroën zaczął żyć w dość trudnych warunkach. Udało mu się jednak ukończyć z doskonałymi ocenami gimnazjum Louis Le Grande w 1894 roku, co otworzyło mu drogę na politechnikę (École polytechnique), gdzie studiował na wydziale inżynierii. Ukończył ją w roku 1900, w wieku 22 lat. Z uwagi na trudną sytuację finansową i rodzinną wstąpił do francuskiej armii jako oficer wojsk inżynieryjnych i spędził tam cztery lata.
Będąc już w wojsku, ponownie odwiedził Polskę, gdzie w łódzkich zakładach tekstylnych zapoznał się z technologią kół zębatych o daszkowym uzębieniu. Były one używane w Polsce w maszynach napędzanych siłą wody. Dzięki swojej konstrukcji drewniane koła nie niszczyły się. André był zaskoczony skutecznością działania tego rozwiązania i zastanawiał się, co by było, gdyby koła skonstruować ze stali. Andre Citroën opuścił armię w 1904 i opatentował stalowe koła z podwójnym uzębieniem daszkowym.
Podjął działalność gospodarczą, wytwarzając koła zębate, którą nazwał „Engrenages Citroën”. Znajdowała się ona w Fauburgu, tam też powstało logo, opracowane osobiście przez André – szewrony. Logo przechodziło później najróżniejsze zmiany, ale szewrony, które wzięły się od kształtu zębatek na stalowych kołach pozostawały elementem niezmiennym. Przedsiębiorstwo rozwijało się i w 1905 roku dzięki współpracy z André Boas z Jacques Hinstin powstało na jej bazie nowe, znacznie większe przedsięwzięcie – 'Hinstin Freres Citroen & Cie’. Fabrykę przeniesiono do Essonnes. Zbiegło to się w czasie z rozwojem motoryzacji – duże zapotrzebowanie na koła zębate oraz inne komponenty samochodów pozwoliło Citroënowi na spore inwestycje i dalszy rozwój przedsiębiorstwa. Zakupiono najnowsze maszyny, wdrożono system kontroli produkcji a przekładnie Citroëna zaczęto montować w większości francuskich samochodów. Jako ciekawostkę można uznać fakt, iż przekładni Citroëna użyto w sterze największego statku tamtych czasów – Titanica. Produkty Citroëna kupował także dla swoich samochodów Rolls-Royce.
W wieku 27 lat André Citroën był już znanym francuskim przedsiębiorcą, działającym w branży motoryzacyjnej. W roku 1908 zostawił produkcję przekładni, a sam na zlecenie przejął zarządzanie fabryką Mors, zajmującą się wytwarzaniem samochodów. Dzięki nowoczesnemu zarządzaniu i metodom opracowanym w fabryce przekładni, Citroën szybko zwiększył jej produkcję do ponad 2000 samochodów do końca 1909 roku. W roku 1913 produkcja wynosiła już ponad 100 samochodów na miesiąc, co w tamtych latach stanowiło imponujące osiągnięcie.
W tym czasie fabryka przekładni radziła sobie doskonale, a Citroën po wykonaniu zadania w Morsie wrócił do swojego przedsiębiorstwa, myśląc o rozszerzeniu jego działalności. Duży wpływ na jego późniejsze działania miała wizyta w fabryce Forda w Stanach Zjednoczonych i spotkanie z Henry Fordem. Citroën zapoznał się z produkcją na linii montażowej i wiedział, że jest to przyszłość przemysłu motoryzacyjnego. Korzyści z takiego procesu produkcji były oczywiste – skrócenie czasu powstania produktu, oszczędność materiałów i kosztów siły roboczej. Aby sfinansować rozszerzenie działalności fabryki, powołano do życia towarzystwo Societe des Engrenages A. Citroën.
Rok 1914 to także wojna i dwa miesiące po ślubie, André Citroën który był kapitanem w stanie spoczynku, powrócił do armii jako członek regimentu artylerii. Rzeczywistość wojenna przyniosła kolejny pomysł – zastosowanie nowoczesnego systemu linii montażowej przy produkcji amunicji. Dzięki przyjacielowi ze szkolnych lat, Albertowi Thomasowi, który był w owym czasie ministrem obrony, plan Citroëna został zaakceptowany. W 1915 roku przy wsparciu rządu powstała fabryka w Paryżu. Produkowano w niej 20 tys. sztuk amunicji dziennie. Kompleks fabryczny miał na swoim terenie nie tylko samą linię produkcyjną, ale również sklepy, kantynę, przychodnię, klinikę dentystyczną obsługujące 12 000 zatrudnionych tam pracowników.
André Citroën dbał o swoich pracowników. Dzięki temu i nowoczesnemu systemowi produkcji był w stanie zapewnić stałą produkcję. Dbałość o zatrudnionych nie była powszechna w tamtych czasach, dlatego nazwisko Citroën stało się znane daleko poza jego fabrykami. Przyczyniła się do tego także specjalna opieka nad kobietami – te, które zachodziły w ciążę, miały swój specjalny system opieki, wsparcie i zasiłki. Wszystko to spowodowało, że fabryka osiągnęła wtedy wydajność produkcyjną 35 tys. pocisków dziennie, a łącznie fabryki, którymi zarządzał André, produkowały 55 tys. pocisków na dzień.

### Okres międzywojenny – pierwsze samochody
Kiedy wojna zmierzała do końca, Citroën zaczął szukać nowych możliwości rozwoju i wykorzystania swojej nowoczesnej fabryki. Wybrał motoryzację.
Mając w pamięci swe wcześniejsze doświadczenia z fabryką Morsa i spotkanie z Henrym Fordem, zdecydował się zainwestować w produkcję samochodów. Na początku 1917 roku zaczęto poszukiwania osób, które mogłyby zaprojektować samochód. Po różnych próbach i budowaniu próbnych modeli zdecydowano się na projekt Jules’a Salomona. Czteromiejscowy samochód z czterocylindrowym silnikiem powstał początkowo w 30 egzemplarzach. Ważył 990 funtów, zużywał galon benzyny na 35 mil – jak na owe czasy bardzo ekonomicznie. Standardowo wyposażono go w elektryczny rozrusznik, elektryczne światła i miękki dach. Samochody konkurentów miały takie wyposażenie jako dodatkowe, dlatego cena, niecałe 8 tysięcy franków, była stosunkowo niska. W ciągu 4 miesięcy fabryka zbrojeniowa została przestawiona na produkcję samochodów. 28 maja 1919 roku pierwszy Citroën Typ A został wdrożony do produkcji. Premierze pojazdu towarzyszyła masowa kampania reklamowa i w ciągu dwóch tygodni zebrano ponad 16 tys. zamówień, co było wielkim sukcesem.

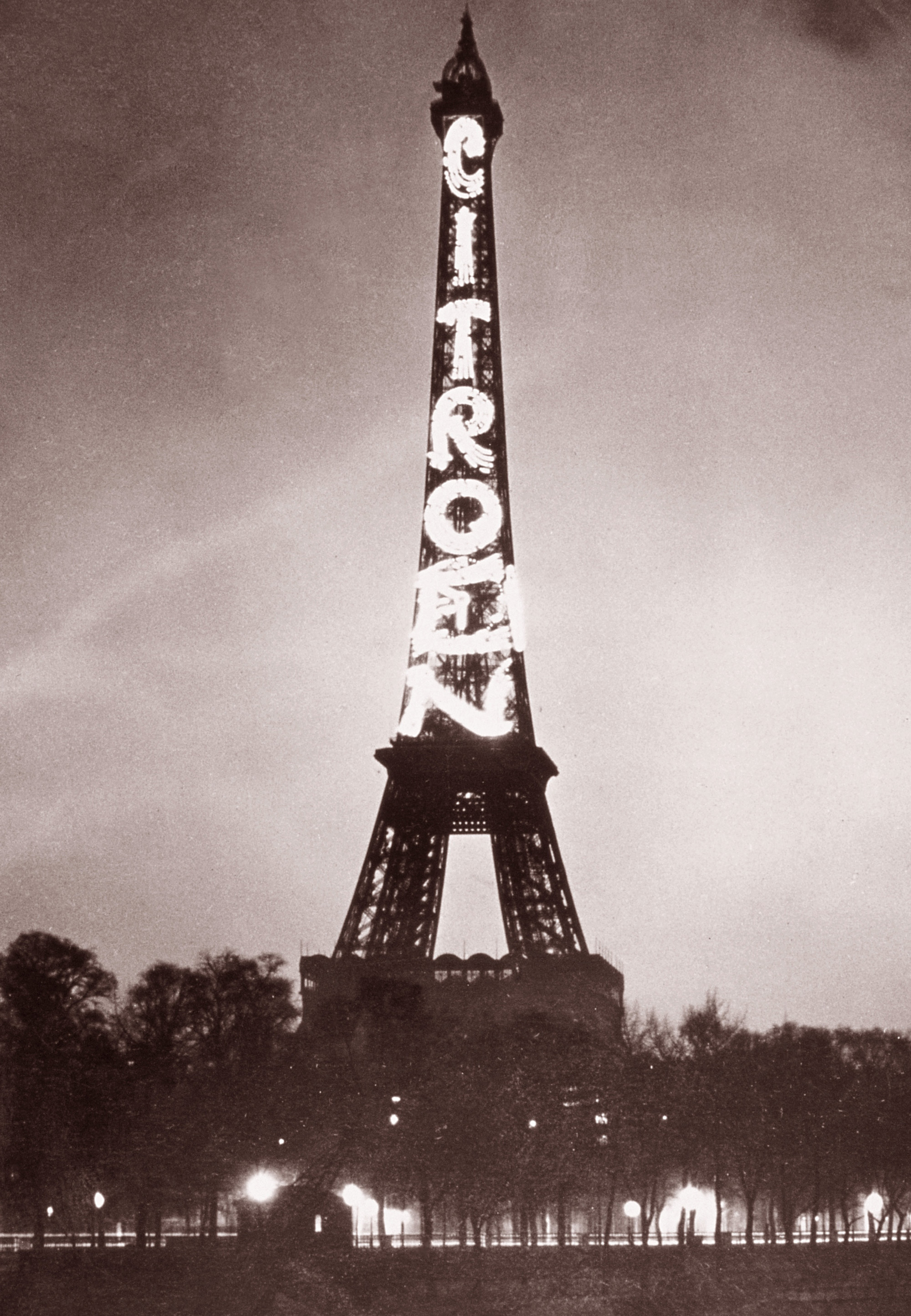
Reklama Citroëna na Wieży Eiffla w 1925 roku

Sprzedaż prowadzono przez ponad 1000 przedstawicielstw przedsiębiorstwa na terenie Francji. W każdym z nich znajdowali się dobrze wyszkoleni sprzedawcy, doskonale znający nowy model. Ceny napraw i części zamiennych były w całej sieci takie same. Kampania promocyjna uwieńczona została zawieszeniem ogromnego napisu Citroën na wieży Eiffla w Paryżu. Składał się on z ponad 250 tysięcy żarówek.
Citroën utworzył własne przedsiębiorstwo wydawnicze, które nazwał André Citroën Editions. Zajął się dodatkowo inną działalnością związaną z rynkiem motoryzacyjnym, w tym finansowaniem zakupów i ubezpieczeniami. Rozpoczęto też produkcję zabawek – wyprodukowano ponad trzy miliony zabawkowych samochodzików. André przykładał ogromną wagę do promocji i marketingu, wprowadzając w swoim przedsiębiorstwie wiele nowoczesnych na owe czasy, a oczywistych dzisiaj, rozwiązań.
Po rozpoczęciu produkcji samochodu planowano produkować 100 sztuk aut dziennie. Było to niezbędne wobec licznych zamówień. Stworzono też pięć odmian nadwozia pojazdu. W 1921 roku wyprodukowano 20 tys. aut, co przekroczyło łączną produkcję konkurentów – Peugeot i Renault w tym roku. Także w 1921 roku rozpoczęto produkcję samochodów z płaską skrzynią do użytku przedsiębiorców.
Przygotowywano już nowy model – B. Pojawił się on na rynku w czerwcu 1921 roku. Założenia były podobne jak u poprzednika – mały, lekki i tani pojazd miał silnik o pojemności 1450 cm³, był nieco szybszy i w pełni wyposażony. W tym samym czasie przy wsparciu Adolfa Kegresse opracowano ciekawe rozwiązanie samochodu wyposażonego w półgąsienicowy układ jezdny systemu Kégresse’a, który mógłby zostać użyty w trudnym terenie, znajdował też zastosowanie w armii. System zamontowano w modelach A i B do specjalnych zastosowań. Napęd półgąsienicowy miał wiele zalet – przede wszystkim sprawdzał się w terenie, był stosunkowo lekki i łatwy w obsłudze.
Citroën B2 10CV z 1921 roku został rozsławiony rajdami przez Saharę w 1922/1923 roku oraz przez Afrykę w 1924/1925 roku („Croisiere Noire”).
Historia samochodów Citroën z napędem półgąsienicowym ma także swój polski, militarny rozdział. W 1923 roku polska armia zakupiła 108 sztuk tych pojazdów. 90 podwozi użyto do budowy pojazdów pancernych. Samochodu Citroën-Kegresse B2 10CV w Polsce używano przede wszystkim w wersji osobowego samochodu terenowego z 4-osobowym odkrytym nadwoziem, który miał rozkładany brezentowy dach. Istniały ponadto wersje specjalne – ciągniki reflektorów przeciwlotniczych i agregatów do nich.
Wkrótce pojawił się też Model C – 5CV. Samochód był mniejszy, miał mniejszą moc i tylko dwa siedzenia, a został skonstruowany specjalnie na potrzeby kobiet, co również było wówczas nowością. Projekt nadwozia był nadzorowany przez Edmonta Moyeta. Podczas produkcji powstały kolejne wersje samochodu – Model C2 i Model C3. Wszystkie miały mały, czterocylindrowy silnik o pojemności 856 cm³, mocy 11 KM i trzybiegową skrzynię. Wkrótce wyposażono go w nowy rozrusznik, odporny na zimno. Hamulce działały tylko na tylne koła. Na wyposażeniu znalazła się prądnica, akumulator i elektryczne oświetlenie. Zawieszenie nie było zbyt komfortowe. W modelu C2 zainstalowano dodatkowe składane trzecie siedzenie. W późnych modelach wariantu C3 rozwiązanie to zmodyfikowano i trzecie siedzenie zostało zamontowane na stałe nieco z tyłu pomiędzy dwoma przednimi, w układzie koniczyny. W latach 1922–1926 sprzedano łącznie ponad 88 tysięcy tych samochodów.
W 1928 roku André Citroën pojawił się w Warszawie na oficjalne zaproszenie polskiego rządu. Miała to być trzecia inwestycja Citroëna za granicą. Po długich i trudnych rozmowach z przedstawicielami rządu na temat budowy fabryki powstała montownia samochodów. Był to początek przyszłej wielkoseryjnej produkcji. Warszawska montownia miała powierzchnię 7 tysięcy metrów kwadratowych, rozpoczęła działalność 2 lata później, w styczniu 1930 roku, przy ulicy Górnośląskiej. W pomieszczeniach fabrycznych mieściły się również pomieszczenia naprawcze i stacja obsługi. Przedsiębiorstwo występowało pod nazwą „Polskie Towarzystwo Samochodów Citroën”. Oprócz montażu prowadziło import gotowych wyrobów francuskiego producenta. Skład fabryczny i sklep znajdowały się we własnym lokalu, u zbiegu ulic Trębackiej i Wierzbowej w centrum Warszawy. Montowano samochody osobowe typu C4 i C6 z nadwoziami zamkniętymi. Częściowo wykorzystywano polskie materiały. W okresie prosperity zmontowano według różnych źródeł od 1 tys. do 2,4 tys. samochodów. Już w 1932 roku, po podpisaniu umowy licencyjnej z Fiatem, warszawska filia Citroëna ograniczyła swoją działalność, a dwa lata później została zamknięta z powodu kryzysu.
Od 1930 r. zaczęto produkować silniki wysokoprężne. Znalazły one zastosowanie w samochodach ciężarowych Citroëna. Na początku były to silniki 4-cylindrowe o pojemności 1767 cm³, montowane w dostawczych modelach Boulangere. Później rozwinięto ten model do pojemności 3053 cm³. Montowano je do samochodów ciężarowych typ 32Dl o ładowności 250³, który montowano do samochodów ciężarowych typ T45.
W roku 1930 Citroën miał 5000 przedstawicielstw na całym świecie, 10 oddziałów, 9 towarzystw afiliowanych, z których pięć (w Anglii, Niemczech, Belgii, Włoszech i w Polsce) produkowało lub składało Citroëny na licencji.
Citroën uważał, że najlepszą reklamą jego samochodów będzie jakość i wytrzymałość eksploatacyjna, dlatego nie angażował się specjalnie w bardzo popularny sport. Jednak w roku 1933 zorganizowano pokaz jazdy non-stop, w którym seryjny Citroën, wybrany z taśmy produkcyjnej, przejechał w ciągu 133 dni 300 tysięcy kilometrów, ze średnią prędkością 93 km/h. Imponujące osiągnięcie i dowód znakomitej jakości Citroëna.
Na początku 1931 roku podpisano kolejną umowę polsko-francuską, na mocy której dostarczono 94 samochody dla wojska z podwoziem półgąsienicowym w wersji C6 P14 i P 19 oraz C4 P17. Wszystko to w ramach pożyczki wojskowej, jaką realizowała Francja na bazie porozumień z lat 20.
W 1932 roku na rynku pojawiły się dwa nowe modele – C4 i C6, z nowej generacji cichszymi silnikami i coraz lepszym wyposażeniem. Produkcja jednak spadła. Początek lat 30. zbiegł się z kryzysem i rozwój przedsiębiorstwa został mocno spowolniony. Pomimo osiągnięć technicznych w przedsiębiorstwie działo się źle. W 1934 roku nastąpiła premiera Traction Avant. Był to przełom na rynku w dziedzinie napędów (przedni napęd), jednak nie był w stanie pomóc w czasach kryzysu, wyniki finansowe Citroëna były coraz gorsze. Największym wierzycielem przedsiębiorstwa stał się Édouard Michelin, który ostatecznie w 1934 roku przejął przedsiębiorstwo, przy dużym wsparciu ze strony francuskiego rządu, zaniepokojonego możliwością upadku tak ogromnych zakładów, zatrudniających setki tysięcy osób.
André Citroën nie miał potem żadnego wpływu na swoje zakłady. Silnie przygnębiony, bez chęci do życia, coraz bardziej chory, zmarł kilka miesięcy później – 3 lipca 1935 roku. Przejęcie przedsiębiorstwa przez Michelina miało jednak pozytywne strony – uratowano blisko 250 tysięcy miejsc pracy.
W 1936 roku kryzys minął, a sukces modelu Traction Avant dał przedsiębiorstwu stabilne podstawy rozwoju. Otwarto nawet przedstawicielstwo w Wietnamie. W fabrykach Citroëna pracowano intensywnie nad nowym, tanim samochodem, który miał powtórzyć sukces 5CV. Założenia były proste: auto miało mieć uproszczoną budowę, 4. miejsca siedzące, w miarę wysoki komfort jazdy, ekonomiczny silnik oraz możliwość łatwego tworzenia różnych wersji nadwozia. W tym czasie produkcja i sprzedaż aktualnych modeli cały czas rosła. Wybuch II wojny światowej przerwał te przygotowania, chociaż wiadomo, że w 1939 roku były już gotowe prototypy.
Niewiele wiadomo o historii przedsiębiorstwa w czasach wojennych. W 1940 niemieckie wojska zbombardowały fabrykę w Paryżu. Produkcja została przerwana. W jednym ze źródeł można znaleźć informację, że w Warszawie w halach należących do Citroëna przy ulicy Czerniakowskiej, zorganizowano szpital powstańczy. Działał on do 15 września 1944 roku.

### Okres powojenny

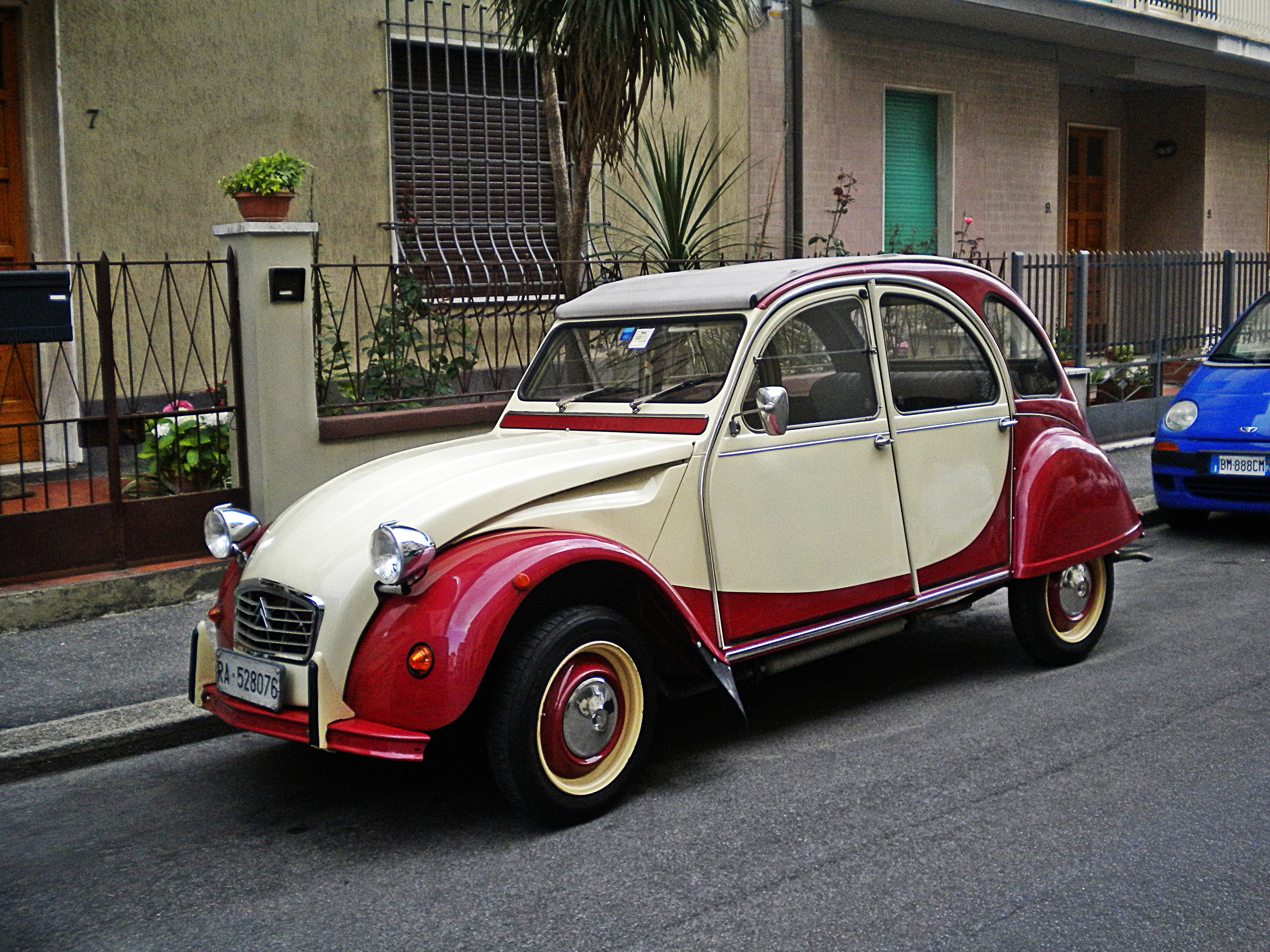
Citroën 2CV (1955)

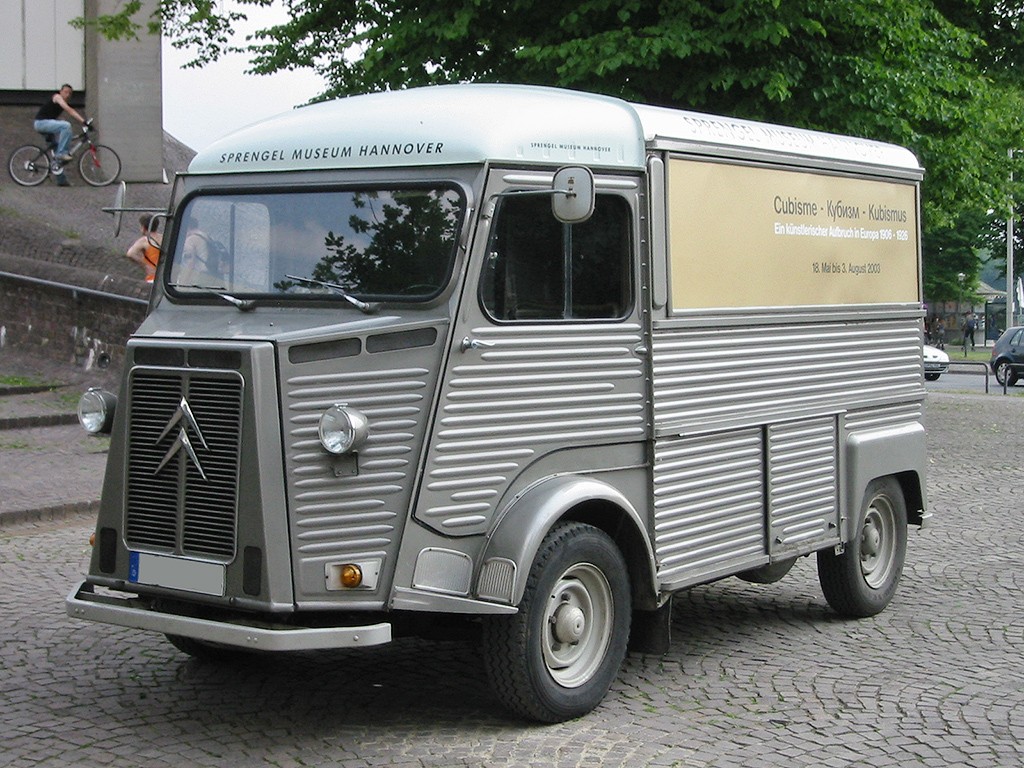
Citroën HY

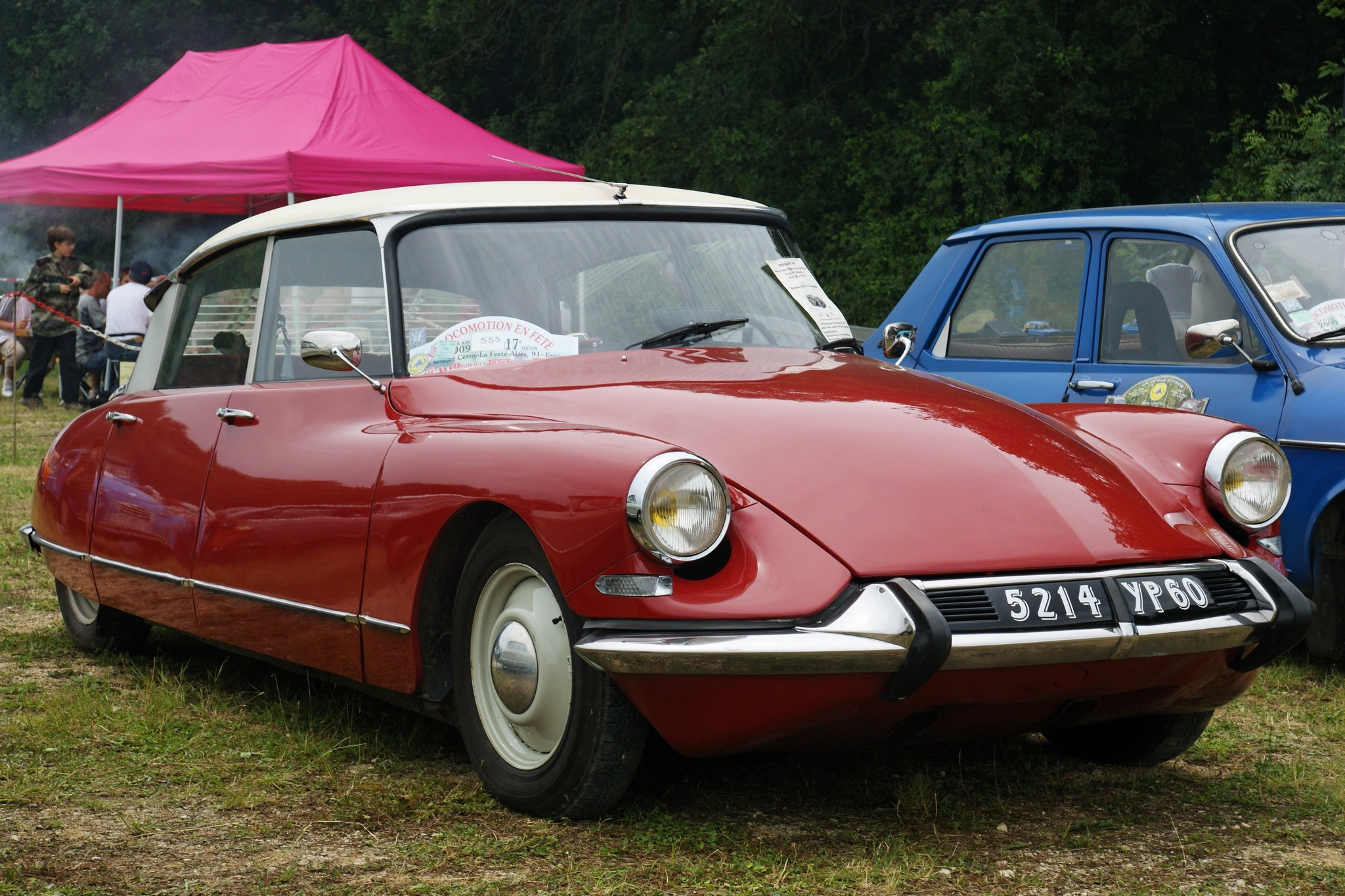
Citroën DS (1955)

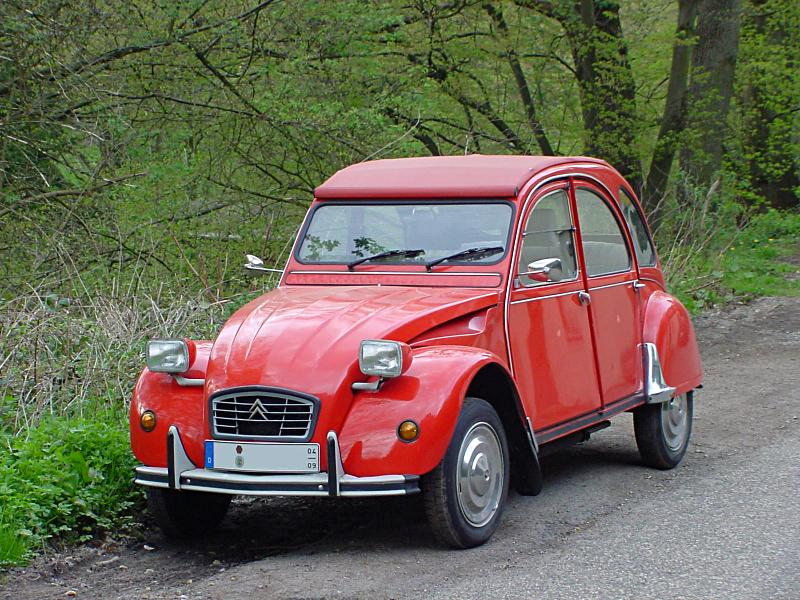
Citroën 2CV

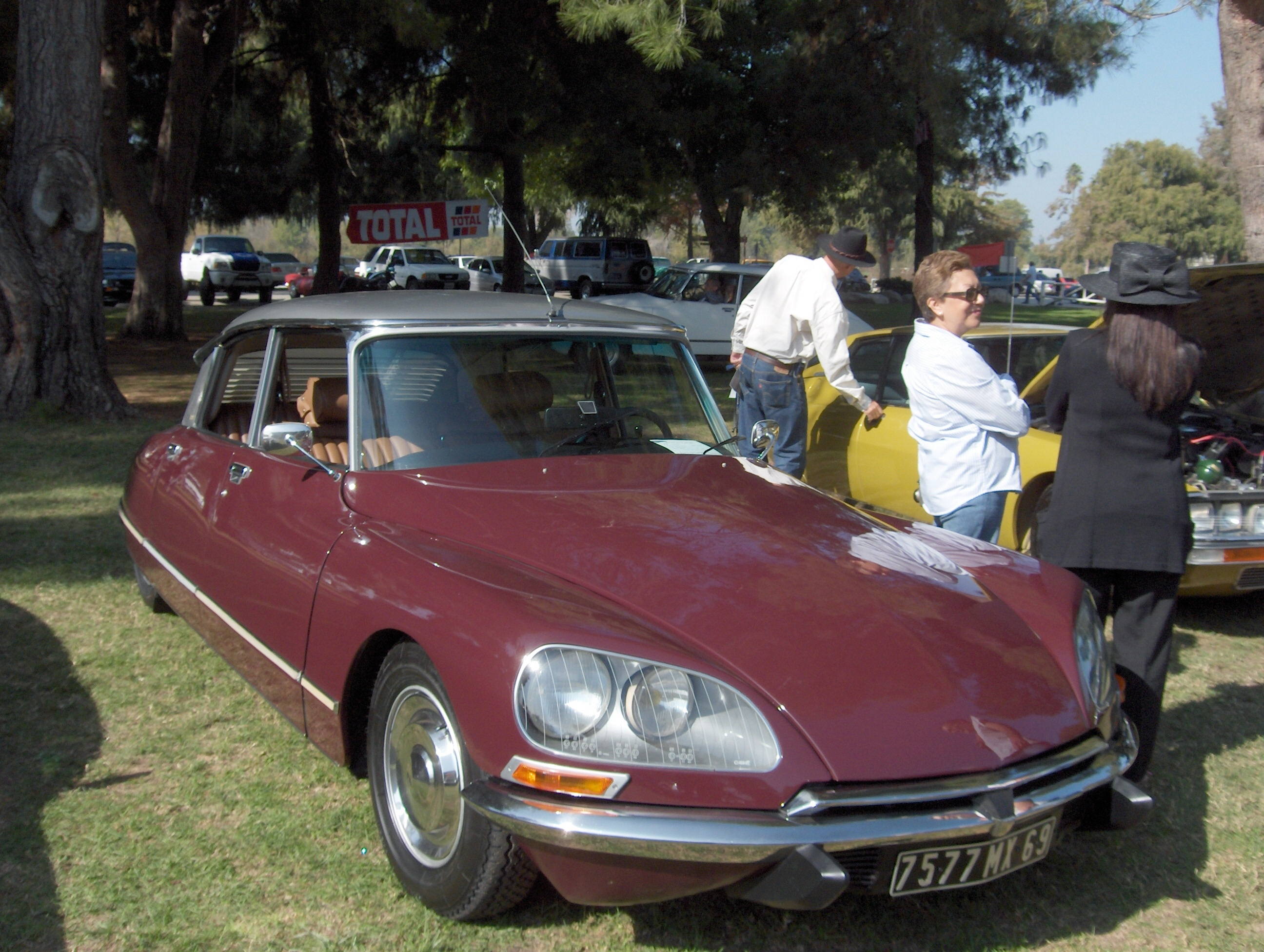
Citroën DS, 1974

Po zakończeniu wojny Citroën wznowił produkcję. Już w 1945 roku wyprodukowano blisko 10 tysięcy samochodów, by w następnych latach zwiększać tę liczbę. Przedsiębiorstwo finalizowało pracę nad przedwojennym projektem. Równolegle opracowywano samochód dostawczy mający oznaczenie H, który miał odpowiadać na ogromne zapotrzebowanie powojennego rynku na samochody dostawcze.
W 1949 roku Citroën 2CV wszedł do masowej produkcji. Miał dwucylindrowy silnik, pracujący w układzie bokser, chłodzony powietrzem oraz oryginalne zawieszenie, oparte na wahaczach i poziomych sprężynach łączących koła po każdej ze stron samochodu. Początkowo miał tylko jeden reflektor z przodu. 2CV został okrzyknięty brzydkim kaczątkiem, ale prosta konstrukcja i oryginalny wygląd przysporzyły mu wielu zwolenników, dlatego produkowano go aż do 1990 roku. Na bazie Citroëna 2CV zbudowano wiele innych modeli – Dyane, Ami 6/8 i Méhari. Rozbudowaną wersję silnika z 2CV stosowano później w Citroënach GS, GSA, LN oraz Visa. W 1952 roku rozpoczęto montaż modelu 2CV w Belgii. Produkcja przedsiębiorstwa cały czas rosła, osiągając ponad 100 tysięcy sztuk rocznie.
W 1955 roku na targach motoryzacyjnych w Paryżu zaprezentowano model Citroën DS. Publiczność zwiedzająca targi była zdumiona. Niesamowite, opływowe nadwozie, łagodne kształty, obszerne wnętrze i nieznany wcześniej komfort jazdy zachwyciły wszystkich. Zaawansowane rozwiązania techniczne, takie jak zawieszenie hydropneumatyczne, hamulce tarczowe, półautomatyczna skrzynia biegów, czy ogromny – 500-litrowy bagażnik, były czymś, czego jeszcze nigdy nie widziano. Pierwszego dnia przyjęto ponad 12 tysięcy zamówień na ten samochód, chociaż jego cena była jak na owe czasy bardzo wysoka. Mimo to w kolejnych latach produkcja rosła – w szczytowym okresie, w roku 1970 – wyprodukowano ponad 103 tysiące sztuk tego modelu, a łącznie aż 1 450 115 sztuk we wszystkich odmianach!
Model zmieniał się przez lata, m.in. zmieniono gamę silników, uproszczono nieco budowę mechaniczną, ale styl i zachowanie samochodu na drodze pozostały niezmienione. Nie na darmo Citroën DS jest nazywany boginią dróg (DS można traktować jako akronim francuskiego określenia „déesse”, oznaczającego właśnie boginię. Marki samochodów w j. francuskim są rodzaju żeńskiego.). W 1959 roku odmiana DS, model ID, z załogą w składzie Coltelloni – Alexandre – Desrosiers wygrała rajd Monte Carlo.
Późne lata pięćdziesiąte to dla Citroëna czas rozwoju. Powstały nowe montownie, w tym w Kambodży. Produkcja rosła, by w roku 1960 osiągnąć ponad 310 tysięcy pojazdów. Już dwa lata później było to prawie 400 tysięcy, a w roku 1969 blisko 506 tysięcy sztuk. Citroën przygotował nowy model, który miał zastąpić opatrzony już nieco DS.
Nowy model dostał oznaczenie CX. Równolegle opracowywany jest tani, lecz komfortowy mniejszy samochód – GS.
W 1970 roku miała miejsce premiera Citroëna GS. Dzięki swojemu oryginalnemu wyglądowi, ale także dzięki wspaniałym właściwościom jezdnym, znalazł duże grono klientów. Łącznie wyprodukowano blisko 2,5 miliona sztuk we wszystkich odmianach. W 1971 roku Citroën GS zdobył prestiżowy tytuł „Samochód roku”. Model miał zawieszenie hydropneumatyczne i pięciodrzwiowe nadwozie. Wraz z pojawieniem się modelu GSA, który był nieco zmodyfikowanym następcą GS, wnętrze Citroëna zaczęto określać mianem kosmicznego. I rzeczywiście, panele sterujące przypominały to, co znamy z Gwiezdnych wojen oraz innych filmów science-fiction, które pojawiły się w owych czasach na ekranie. Jednak niesamowity wygląd nie przeszkodził w tym, aby wszystko było bardzo funkcjonalne i ergonomicznie rozłożone.
W 1974 roku Citroën zaprezentował kolejny samochód-legendę – model CX. Długo oczekiwany następca DS, podobnie jak jego poprzednik spotkał się entuzjastycznym przyjęciem. Nazwa odnosiła się do bardzo niskiego współczynnika oporu powietrza. Cała konstrukcja nadwozia, łącznie ze specjalnie ukształtowaną tylną szybą, miała na celu zredukowanie oporu, a więc zużycia paliwa i hałasu wytwarzanego przez poruszający się samochód. Rok po premierze Citroën CX zasłużenie zdobył nagrodę „Samochód Roku”. CX produkowany był aż do roku 1991. Do dziś jego aerodynamiczna sylwetka przyciąga uwagę, a auto budzi emocje. Szczególnie poszukiwanym towarem na rynku jest odmiana Prestige – przedłużona, oferująca pasażerom tylnej kanapy dodatkową przestrzeń na nogi. Citroënem CX poruszali się znani i sławni ludzie – na przykład prezydent Francji Jacques Chirac.

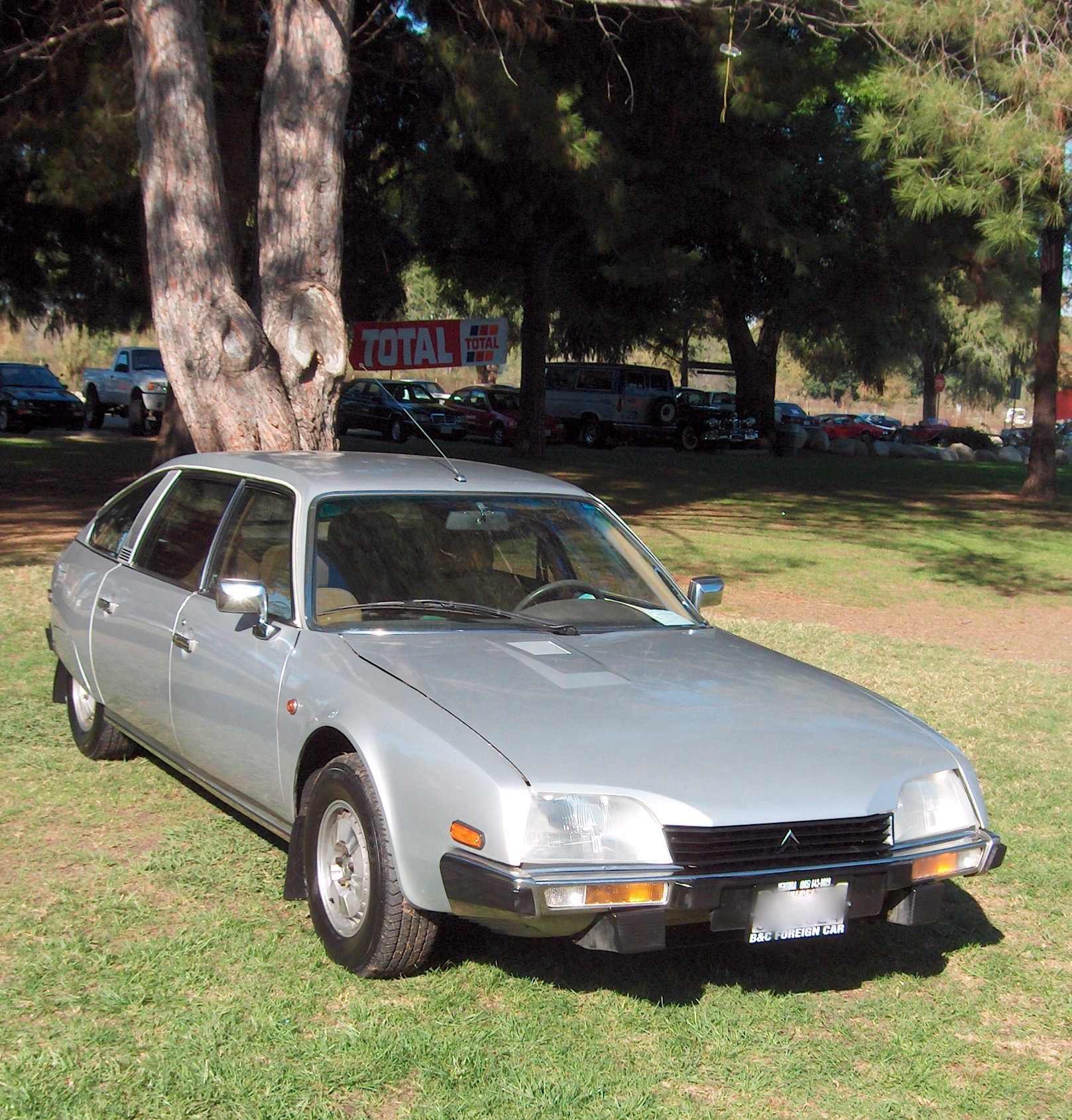
Citroën CX, 1982

Ale rok 1974 to nie tylko sukcesy – na skutek trwającego kryzysu gospodarczego ogromne inwestycje w nowe modele spowodowały kłopoty finansowe przedsiębiorstwa, i po raz drugi w jego historii mimo odnoszonych sukcesów rynkowych, producentowi zaczęło grozić bankructwo. Aby temu zaradzić Michelin – właściciel Citroëna oraz Peugeot zdecydowały o stworzeniu koncernu, który przejąłby część wysokokosztowych zadań, takich jak badania i rozwój nowych modeli. Tak powstaje PSA. Citroën i Peugeot pozostały odrębnymi przedsiębiorstwami, jednak pewne elementy stały się wspólne (zwłaszcza płyty podłogowe – najdroższy element nadwozia oraz podzespoły mechaniczne: silniki, skrzynie biegów itp.), co widać w kolejnych modelach.

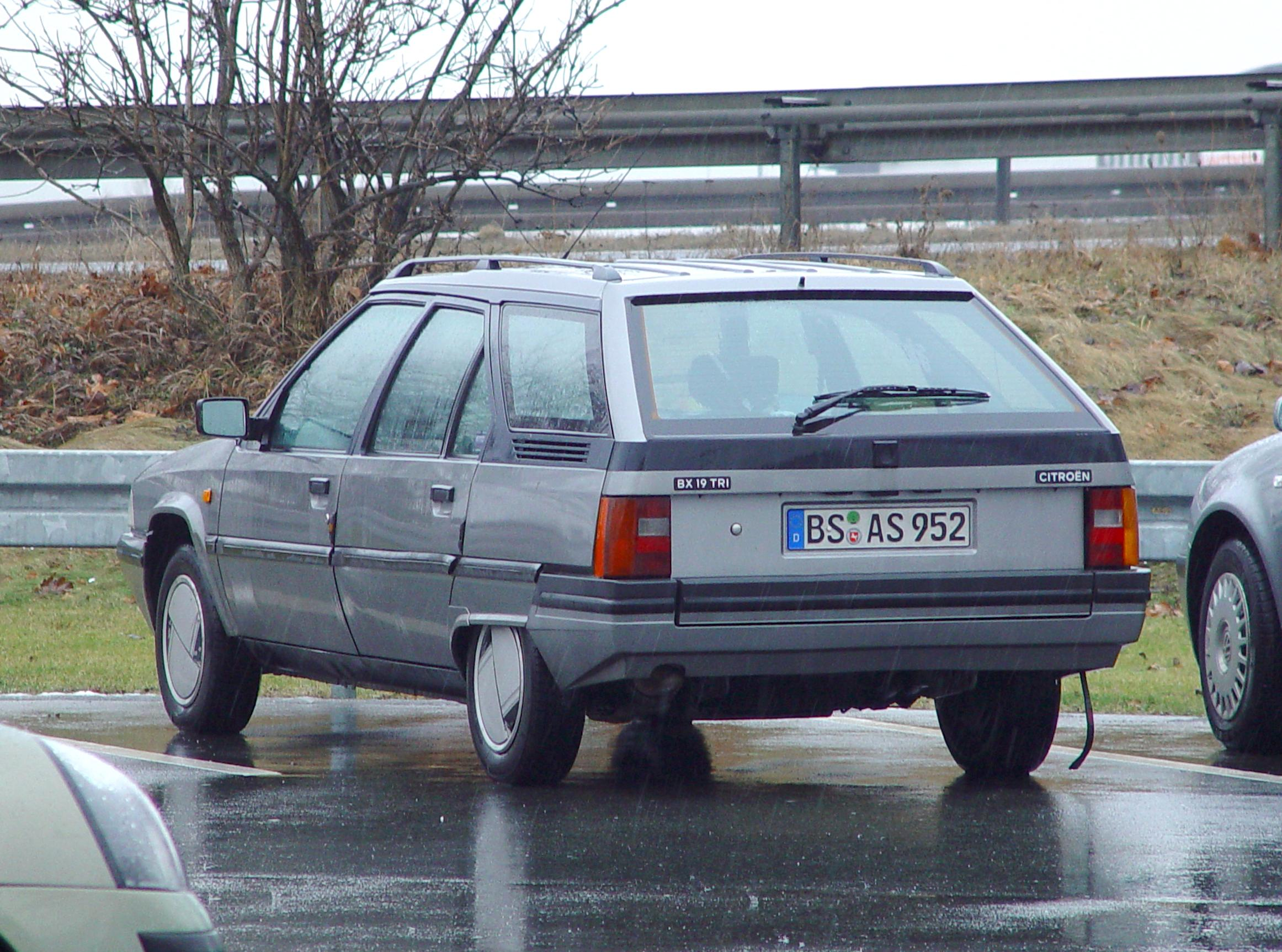
Citroën BX19 TRI Break, 1991

W 1982 roku zaprezentowano następcę modelu GSA – Citroëna BX. Podobnie jak GS/GSA miał zawieszenie hydropneumatyczne, tarczowe hamulce, oraz – w niektórych modelach – wspomaganie kierownicy. Nadwozie było pięciodrzwiowe, a wnętrze oferowało komfortowe warunki podróży dla pięciu pasażerów.
W 1986 roku Citroën zaprezentował najmniejszy samochód w swej rodzinie – AX. Jednocześnie odświeżono model BX oraz CX. Taki stan rzeczy trwał aż do roku 1989, kiedy zaprezentowano kolejny niezwykły samochód. Rok 1989 stał pod znakiem Citroëna XM. Ten ogromny samochód, nawiązujący swym kształtem do BX, stał się następcą Citroëna CX. Mimo swoich zalet nie znalazł szybko zwolenników. Wielu z fanów marki mówiło o CX jako o ostatnim prawdziwym Citroënie, a XM był dla nich synonimem wszystkiego co nowe – ale wcale nie dobre. Podobna historia powtórzyła się potem podczas premiery Citroëna C5.
Mimo różnych zastrzeżeń, XM był swojego rodzaju przełomem. Blisko 5 metrów długości i 2 metry szerokości stawiały to auto wśród limuzyn. Ogromna przestrzeń w środku w połączeniu z zawieszeniem hydropneumatycznym dawała ogromny komfort i przyjemność z jazdy. Nic dziwnego, że w 1990 roku XM zdobył tytuł „Samochodu Roku”. W XM zastosowano całą gamę nowoczesnych zmodyfikowanych silników, od podstawowego benzynowego 2,0 po blisko 200-konne V6 i super trwałe 2,1 TD. W 1994 roku wprowadzono drugą odsłonę XM. Ta była już dopracowana i samochód był produkowany aż do roku 2000.
W 1991 roku wprowadzono na rynek model Citroën ZX, a 3 lata później pojawiła się Xantia, czyli następca BX. W 1994 roku Xantia była bardzo blisko zdobycia pierwszego miejsca w konkursie „Samochód Roku” – zabrakło jej zaledwie 26 punktów. ZX w wydaniu rajdowym odniósł wiele sukcesów w najróżniejszych rajdach. Rok 1996 to Citroën Saxo, 1997 następca ZX – bardzo udany i popularny model Xsara, a w 1999 roku pojawiła się Xsara Picasso – minivan i kolejne modele, już bardzo współczesne.

### XXI wiek

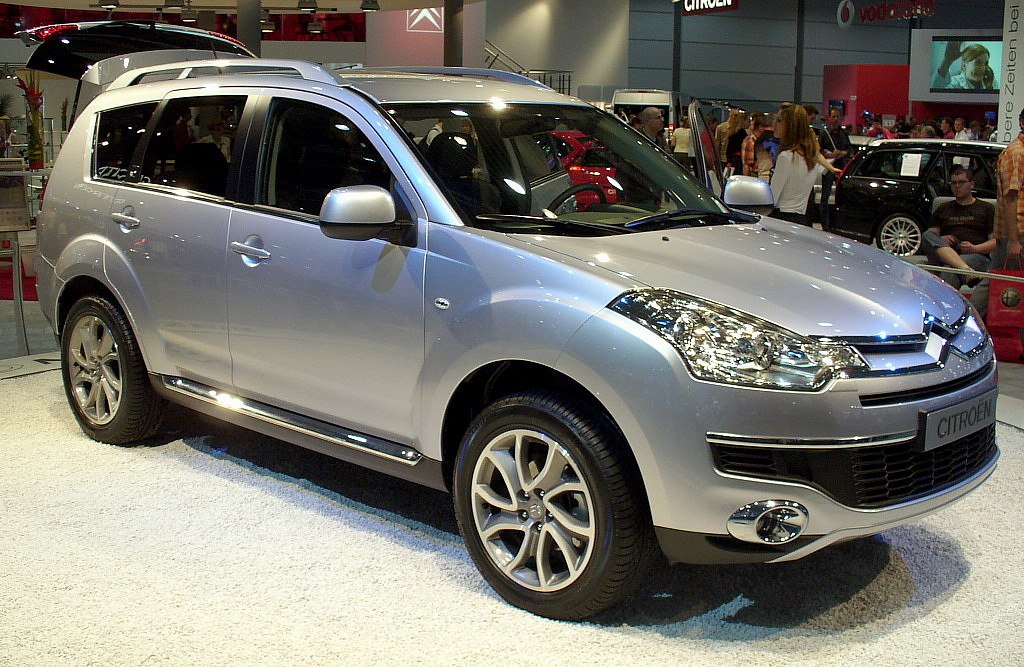
Citroën C-Crosser produkowany przez Mitsubishi w Japonii

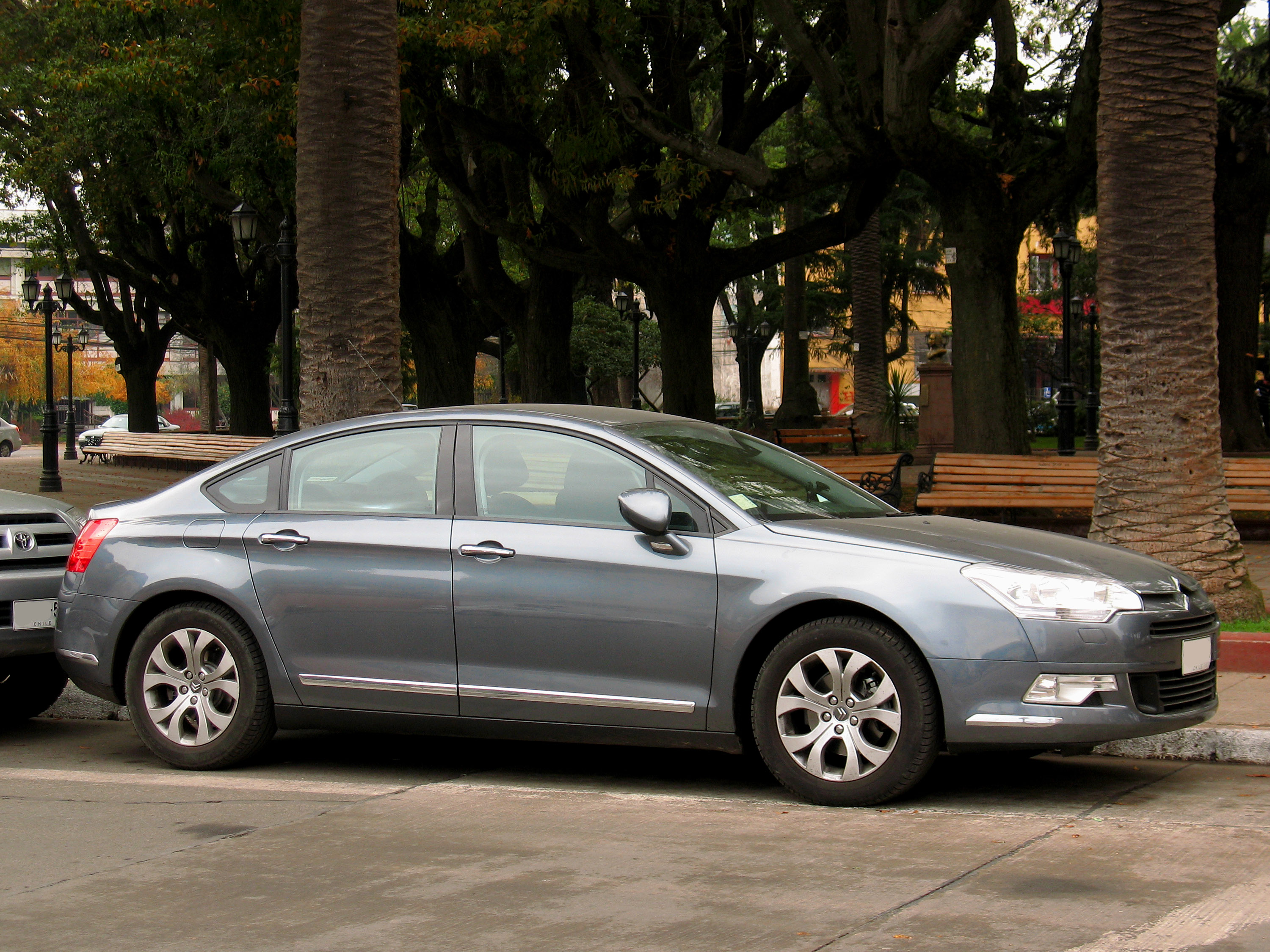
Citroën C5, Samochód Roku 2009 we Włoszech, w Hiszpanii i Irlandii

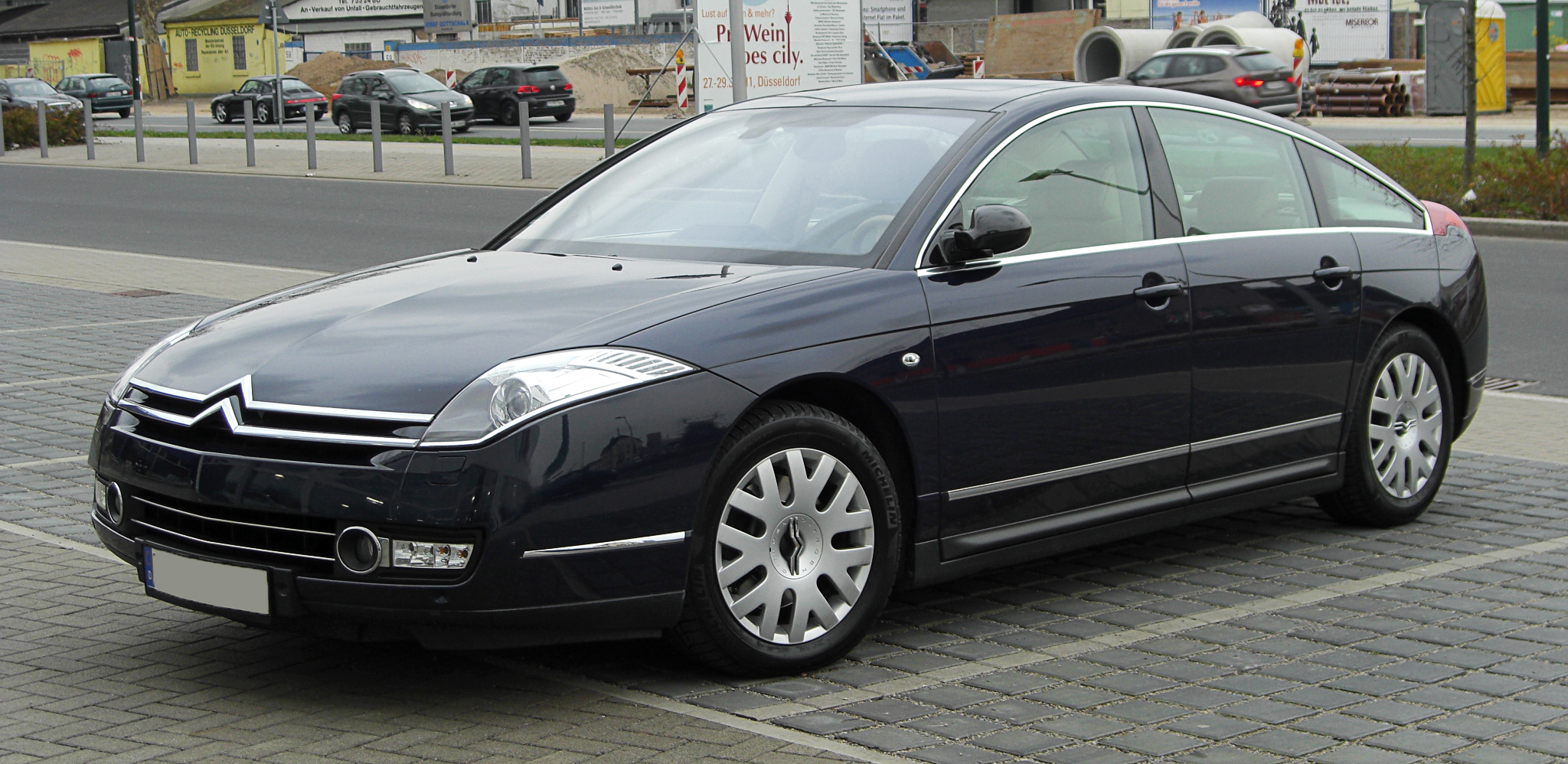
Citroën C6

Początek XXI wieku to zupełnie nowe konstrukcje. Pierwszy pojawił się długo oczekiwany następca Xantii – Citroën C5. Podobnie jak wiele modeli przed nim, ten także wzbudził liczne kontrowersje. Samochód miał dość opływowe, choć niezbyt rzucające się w oczy obszerne nadwozie i nowszej generacji zawieszenie hydropneumatyczne, pracujące na syntetycznym płynie hydraulicznym. W 2004 roku Citroën zaprezentował model C5 po gruntownym faceliftingu. Zmianom uległo głównie wnętrze oraz nastąpiła lekka modyfikacja nadwozia.
Rok później do salonów sprzedaży trafił Citroën C8, samochód bliźniaczy z Peugeotem 807. Także wtedy pojawił się długo oczekiwany następca Saxo – czyli Citroën C3. Samochód zyskał wielu nabywców. Stylistyką auto nawiązywało do produkowanego dawniej modelu 2CV. Po C3 przyszła pora na C2, ówcześnie najmniejsze auto z oferty przedsiębiorstwa. Aby uzupełnić gamę modeli – do oferty dołączył najmniejszy aktualnie produkowany Citroëna – model C1.
Citroën C1 powstaje w kooperacji z Peugeotem i Toyotą w specjalnie w tym celu wybudowanej fabryce w Czechach, w Kolinie.
Model Xsara zastąpiony został przez C4, zaś nieprodukowany od 2000 roku model XM doczekał się następcy w postaci C6.
Obok modeli osobowych powstawały i powstają modele dostawcze tej marki. Od 1981 roku są one produkowane m.in. przez spółkę Sevel we Włoszech i Francji. Osobowe i dostawcze Citroëny poza Francją powstają w Argentynie, Brazylii, Czechach, Hiszpanii, Portugalii oraz Chinach. W tym ostatnim kraju w czerwcu 1992 r. powstała spółka „Dongfeng-Citroën Automobile”, w której Citroën objął 30% akcji. Po dołączeniu się Peugeota we wrześniu 2002 spółka nazywa się „Dongfeng Peugeot Citroën Automobile”, a PSA ma 50% jej udziałów. Rozpoczęto w niej produkcję Citroëna ZX, zwanego Citroën Fukang. Powstaje on do dziś. Z czasem rozszerzono ofertę o modele Citroën Xsara, Citroën Xsara Picasso, Citroën C3.

### Najważniejsze daty w historii Citroëna
- 1878 – Na świat przychodzi założyciel André Citroën
- 1904 – Opatentowanie kół zębatych ze stali z charakterystycznym wzorem szewrona. Powstanie logo
- 1914 – Ślub André z Giorginą Bingen
- 1917 – Utworzenie fabryki samochodów
- 1919 – Wdrożenie do seryjnej produkcji Citroena Typ A
- 1921 – 20 tysięcy samochodów wyprodukowanych w ciągu roku
- 1928 – Wizyta André Citroëna w Warszawie
- 1930 – Produkcja silników wysokoprężnych
- 1932 – Premiera nowych modeli – citroena C4 i C6, premiera Traction Avant
- 1934 – Przejęcie Citroëna przez Michelin
- 1935 – Śmierć André Citroëna
- 1949 – Wdrożenie do masowej produkcji Citroëna 2CV (kaczka)
- 1955 – Premiera samochodu Citroën DS (bogini)
- 1970 – Premiera najmniejszego samochodu z zawieszeniem hydropneumatycznym, Citroëna GS
- 1974 – Premiera następcy DS, Citroëna CX
- 1974 – Przygotowania do powstania koncernu PSA – Peugeot Citroën
- 1975 – Citroën CX zostaje samochodem roku
- 1982 – Premiera Citroëna BX
- 1986 – Premiera Citroëna AX, odświeżenie modelu BX
- 1989 – Premiera Citroëna XM
- 1990 – Citroën XM zostaje samochodem roku
- 1991 – Premiera Citroëna ZX
- 1993 – Premiera Citroëna Xantia – następcy modelu BX
- 1995 – Premiera Citroëna Xantia Break – wersja Xantia kombi
- 1996 – Premiera następcy AX – Citroëna Saxo
- 1998 – odświeżenie modelu Xantia, premiera silników HDi
- 1999 – Premiera Citroëna Xsara Picasso. Udana kampania reklamowa i wideoklip „Robot”.
- 2001 – Premiera Citroëna C5 – następcy Xantii
- 2002 – Premiera Citroëna C3 – następcy Saxo
- 2005 – Premiera Citroëna C1 – bliźniaczego z Toyotą Aygo i Peugeotem 107.
- 2005 – Premiera Citroëna C4 – następcy Xsary.
- 2005 – Premiera Citroena C6 – następcy modelu XM
- 2007 – Nowy Citroën C-Crosser z Japonii (bliźniak Mitsubishi Outlander)
- 2007 – Początek produkcji Citroëna Nemo.
- 2008 – Premiera nowego Citroëna C5.
- 2008 – Premiera minivana Citroën C3 Picasso
- 2009 – Prezentacja nowego logo oraz nowej serii prestiżowej DS. Model DS3 zapoczątkował nową serię. Seria ta jednak nie zastąpi serii C, ale będzie jej ekskluzywną odmianą.
- 2009 – Premiera drugiej generacji C3
- 2011 – Premiera drugiej generacji C4
- 2011 – Prezetacja modelu DS5
- 2017 – Koniec produkcji drugiej generacji C5, jednocześnie koniec produkcji zawieszenia hydropneumatycznego.
- 2017 – Premiera modeli C3 Aircross i C5 Aircross oraz nowego zawieszenia z progresywnymi poduszkami hydraulicznymi

## Nagrody

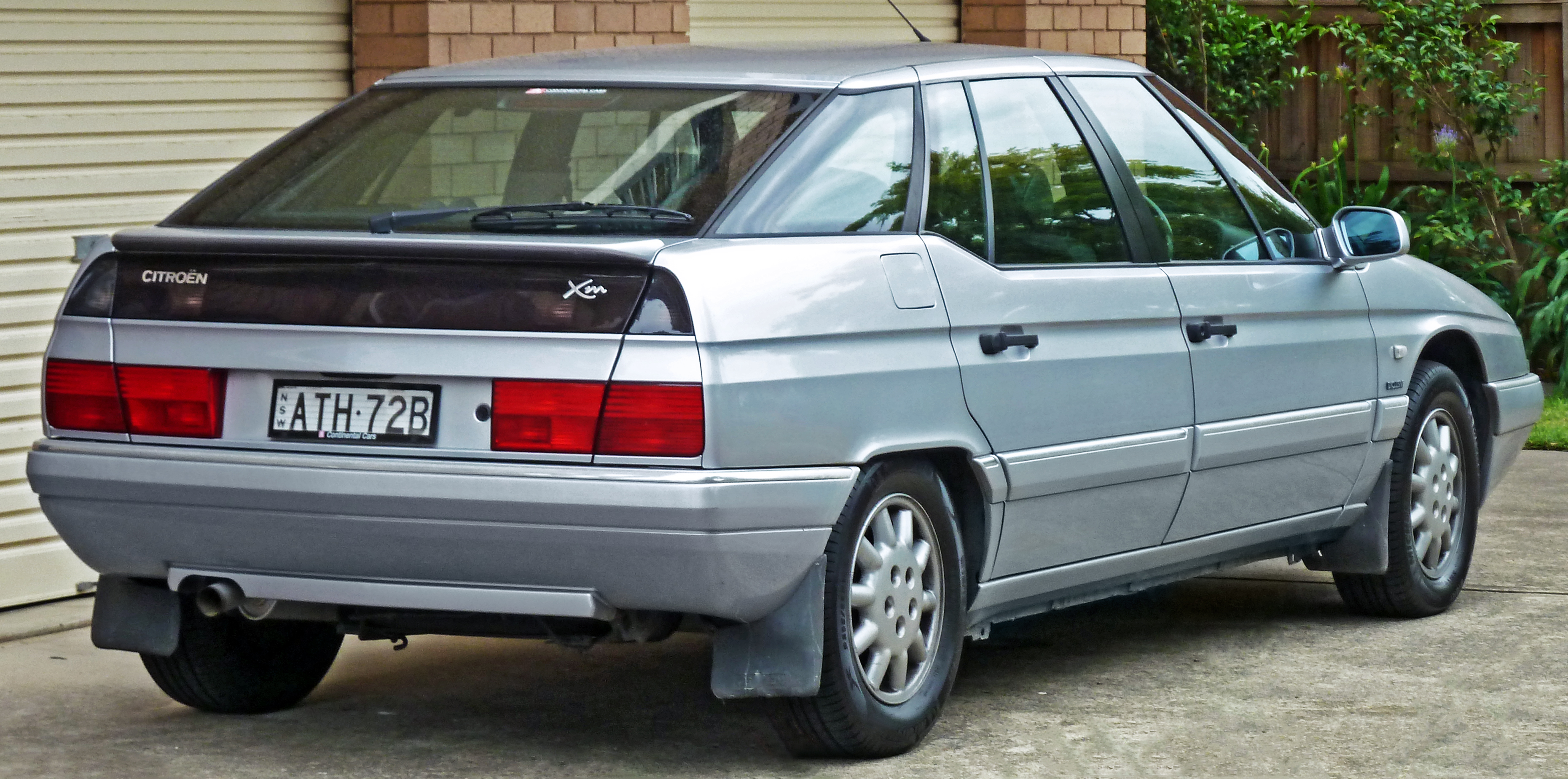
Citroën XM Samochód Roku w Europie 1990

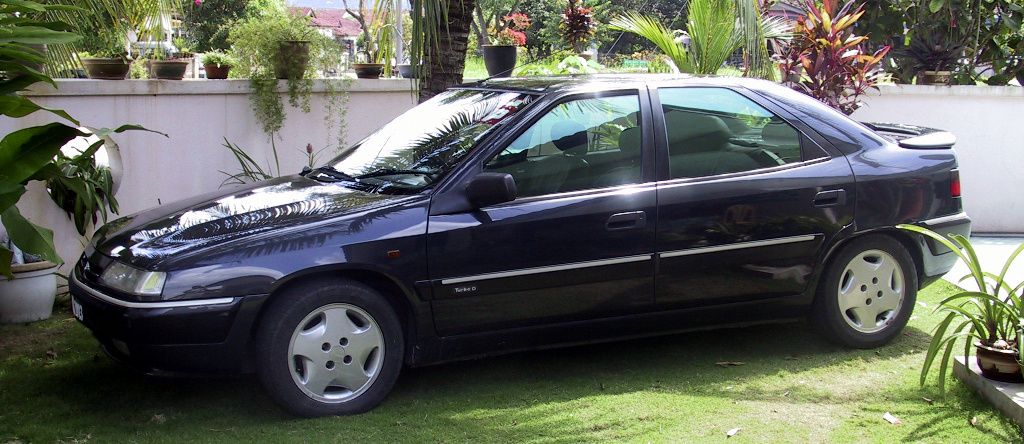
Citroën Xantia, Samochód Roku 1994 we Włoszech i w Hiszpanii

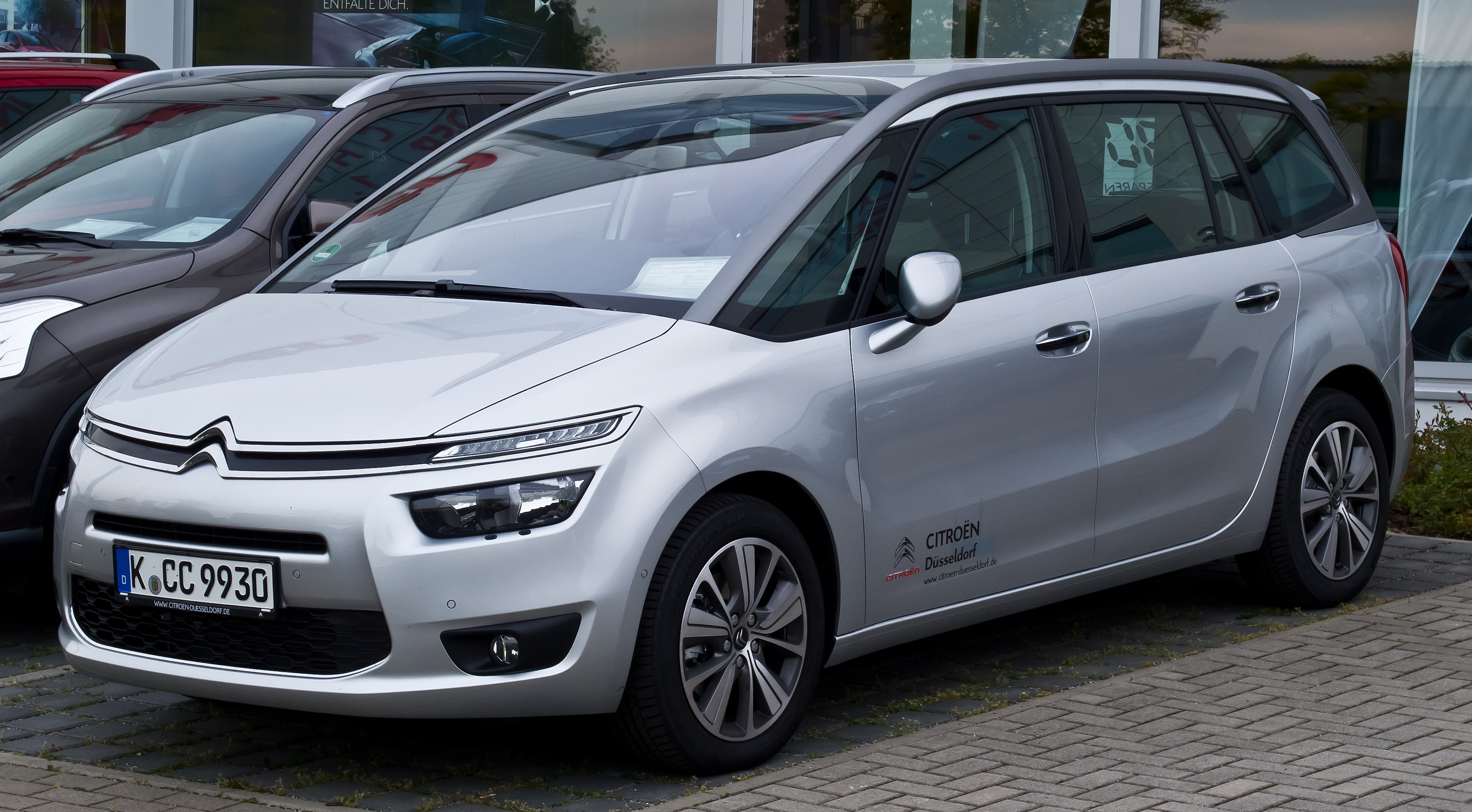
Citroën C4 Picasso, Samochód Roku 2014 w Irlandii

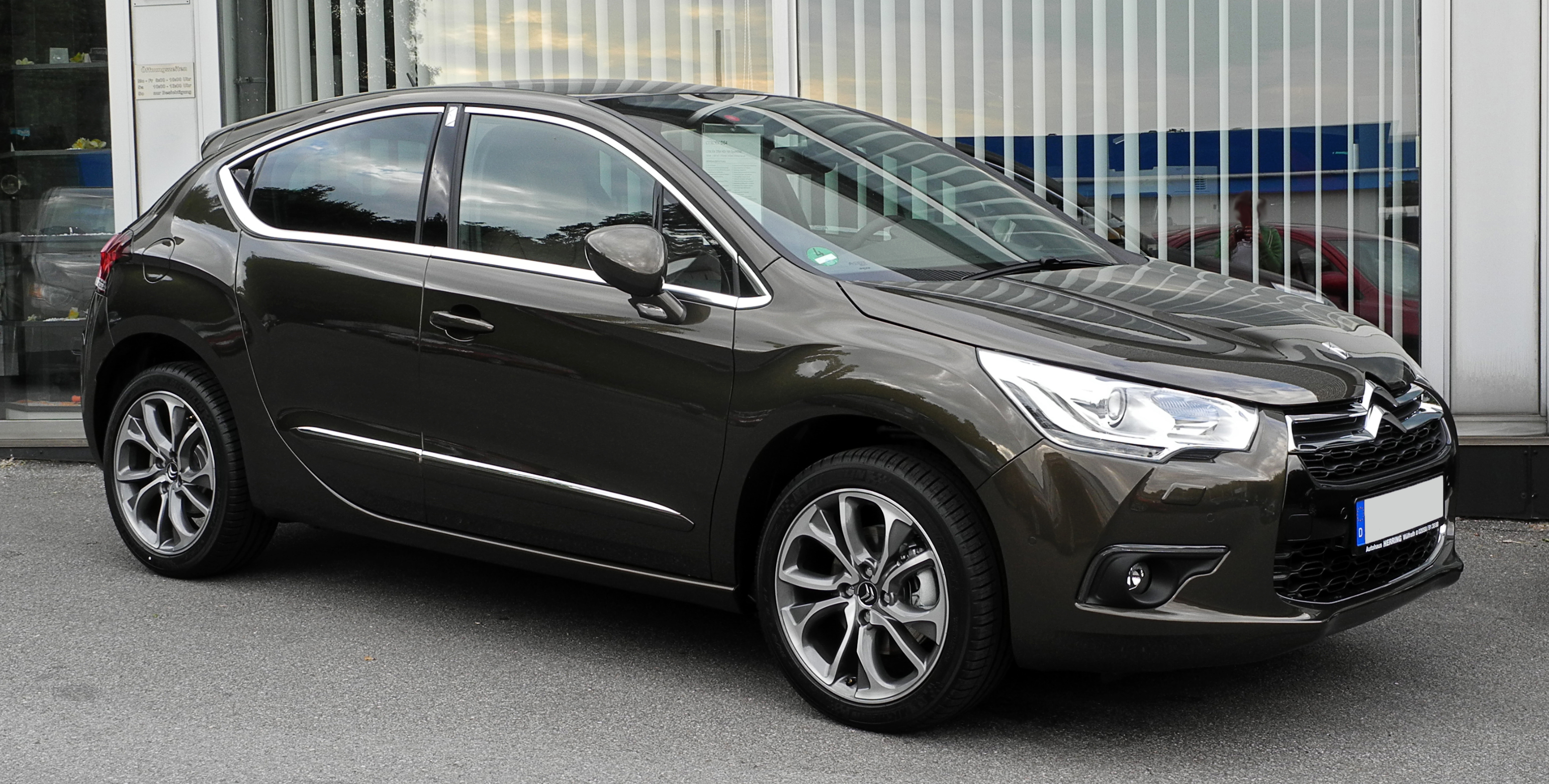
Citroën DS4, Samochód Roku 2012 we Włoszech

### Samochód Roku w USA
- 1972 Citroën SM Motor Trend Car of the Year(inne języki)

### Samochód Roku w Europie
- 1971 – Citroën GS
- 1975 – Citroën CX
- 1990 – Citroën XM

Pojazdy które zajęły drugie lub trzecie miejsce w tym konkursie.
- 1971 – Citroën SM
- 1988 – Citroën AX
- 1992 – Citroën ZX
- 1994 – Citroën Xantia
- 2003 – Citroën C3
- 2005 – Citroën C4
- 2007 – Citroën C4 Picasso

### Samochód Roku we Włoszech ‘Auto Europa’
- 1990 – Citroën XM
- 1992 – Citroën ZX
- 1994 – Citroën Xantia
- 2001 – Citroën Xsara Picasso
- 2002 – Citroën C5
- 2003 – Citroën C3
- 2005 – Citroën C4
- 2012 – Citroën DS4

### Samochód Roku w Hiszpanii
- 1974 – Citroën GS
- 1977 – Citroën CX
- 1984 – Citroën BX
- 1988 – Citroën AX
- 1992 – Citroën ZX
- 1994 – Citroën Xantia*
- 2003 – Citroën C3
- 2004 – Citroën C2
- 2009 – Citroën C5

(*): w 1994, Renault Twingo ex aequo

### Samochód Roku w Irlandii
- 1998 – Citroën Xsara
- 2009 – Citroën C5
- 2014 – Citroën C4 Picasso

## Modele Citroëna

### Modele osobowe i użytkowe
W kolejności alfabetycznej:
- 2CV (1948–1990)
- 8CV(inne języki) Rosalie (1932–1935)
- 10CV
- Acadiane (1978–1987)
- Ami 6 (1961–1971)
- Ami 8 (1969–1979)
- Ami Super (1973–1976)
- Axel (1984–1988)
- AX (1986–1998)
- Berlingo (od 1996)
- BX (1982–1994)
- C15 (1984–2005)
- C25 (1981–1993)
- C35 (1974–1992)
- CX (1974–1989)
- Dyane (1967–1984)
- DS/ID (1955–1975)

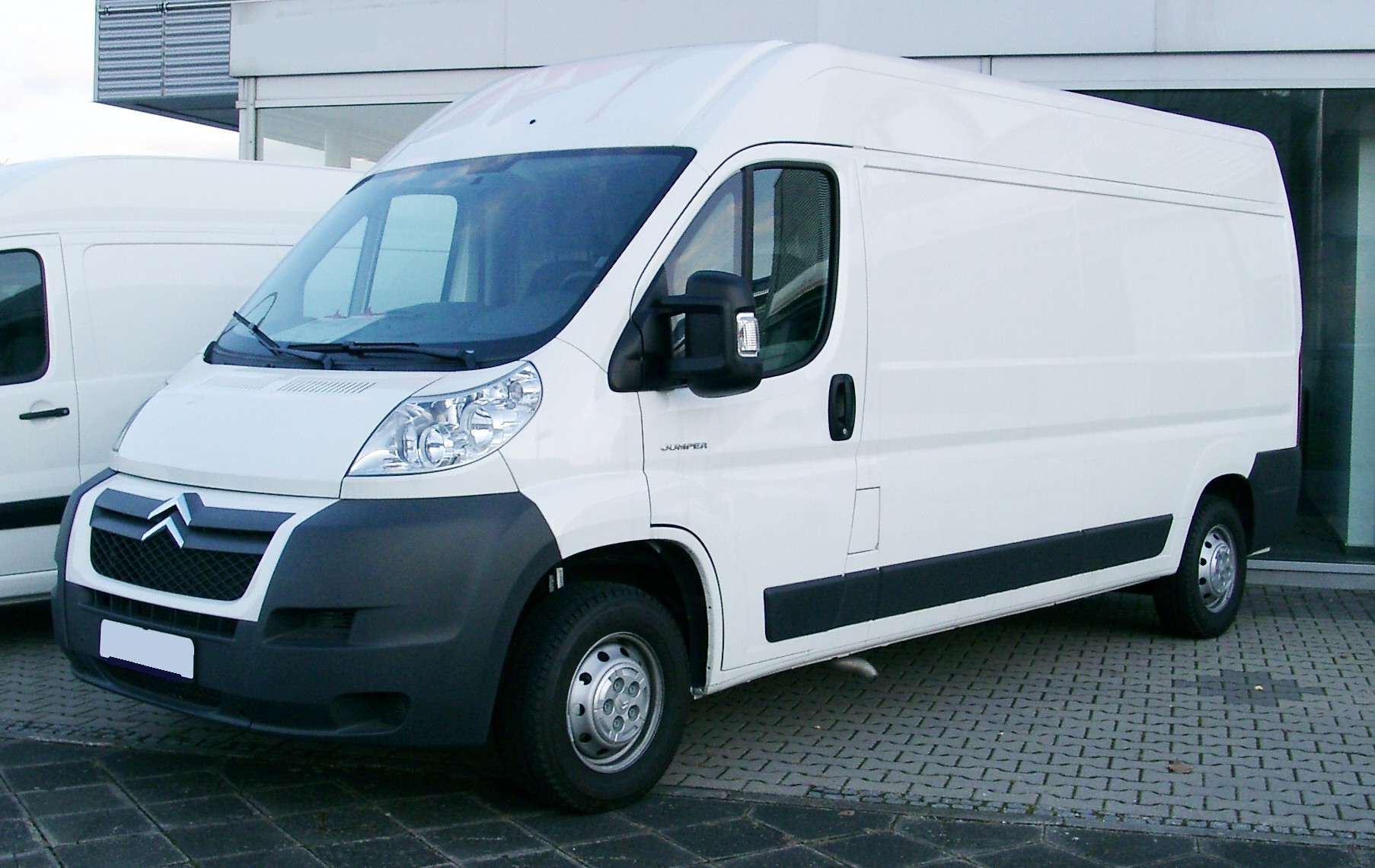
Citroën Jumper II z 2007 roku

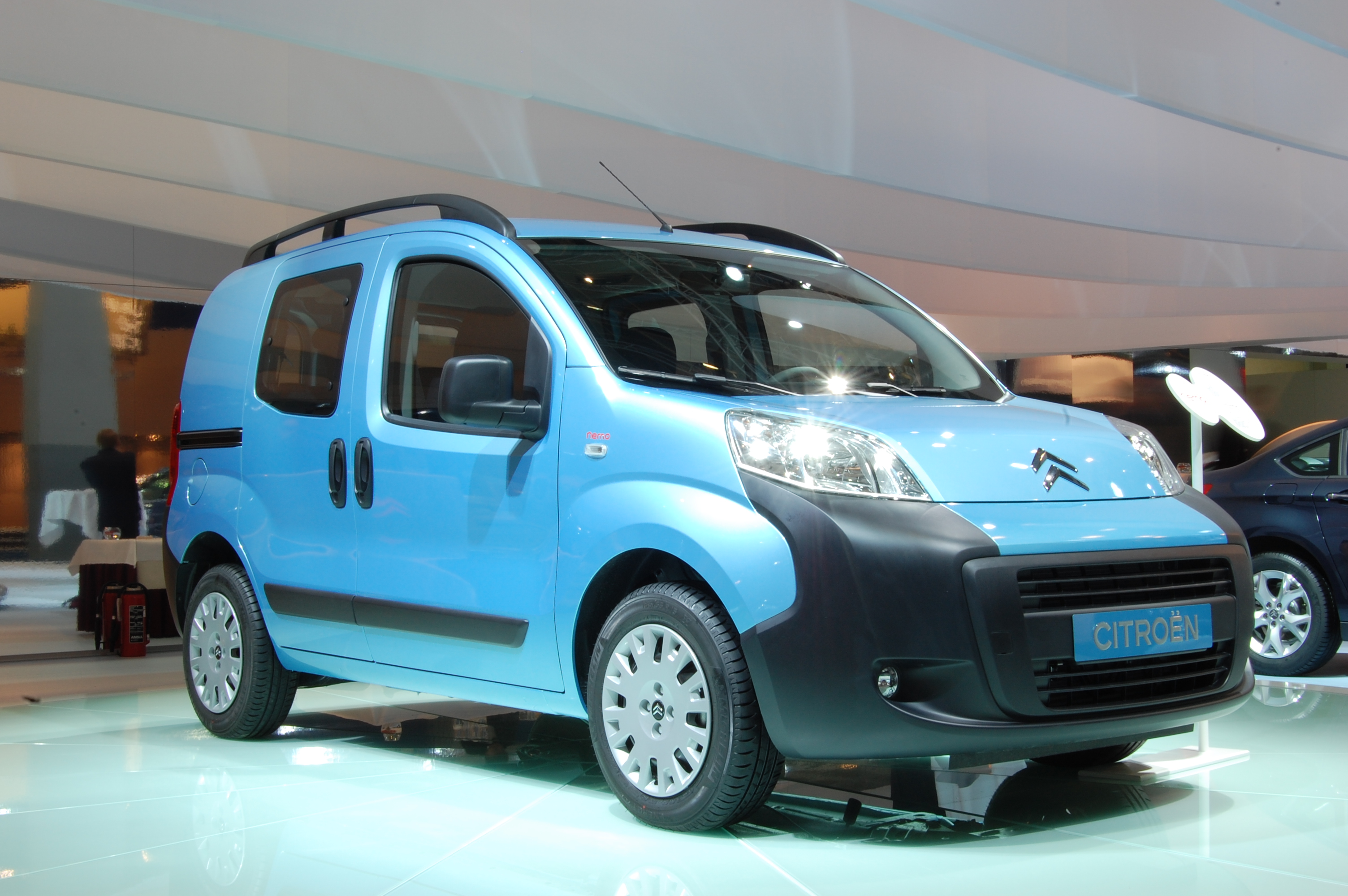
Citroën Nemo Combi w 2008 roku

- Elysée – sedan przeznaczony na chiński rynek
- Evasion (1994–2002)
- FAF
- Fukang – ZX sedan wyprodukowany w Chinach, przeznaczony na chiński rynek
- GS/GSA (1970–1984)
- H Van (1947–1981)
- Jumpy (od 1995)
- Jumper (od 1994)
- LN (1976–1979)
- LNA (1978–1986)
- M35 (1970–1971)
- Méhari (1968–1987)
- Nemo (2007–2017)
- Saxo (1995–2003)
- SM (1970–1975)
- Traction Avant (BL11) (1934–1957)
  - Citroën 11 CV
  - Citroën 15 CV
  - Citroën 22 CV
- TUB (1939–1941)
- Type A (1919–1921)
- Type B (1921–1928)
- Type C C2-C3 (1922–1926)
- Type C C4-C6 (1928–1934)
- Visa (1978–1988)
- Xantia (1993–2001)
- XM (1989–2000)
- Xsara (1997–2004)
- Xsara Picasso (1998–2012)
- ZX (1991–1997)

### Seria C (od 2001)

#### Segment A
| Zdjęcie | Model  | Okres produkcji |
| ------- | ------ | --------------- |
|         | C-Zero | 2010–2020       |
|         | C1     | 2005–2014       |
|         | C1 II  | 2014–2021       |

#### Segment B
| Zdjęcie | Model      | Okres produkcji |
| ------- | ---------- | --------------- |
|         | C2         | 2003–2009       |
|         | C2 (Chiny) | 2006–2016       |
|         | C3 I       | 2003–2009       |
|         | C3 Pluriel | 2003–2010       |
|         | C3 II      | 2009–2016       |
|         | C3 III     | 2016–2024       |
|         | C3 IV      | od 2024         |

#### Segment C
| Zdjęcie | Model      | Okres produkcji |
| ------- | ---------- | --------------- |
|         | C4 I       | 2004–2010       |
|         | C-Triomphe | 2007–2014       |
|         | C4 II      | 2010–2017       |
|         | C4 III     | od 2020         |
|         | C4L        | od 2011         |
|         | C-Elysée   | od 2012         |

#### Segment D
| Zdjęcie | Model | Okres produkcji |
| ------- | ----- | --------------- |
|         | C5 I  | 2001–2008       |
|         | C5 II | 2008–2017       |
|         | C5X   | od 2022         |

#### Segment E
| Zdjęcie | Model | Okres produkcji |
| ------- | ----- | --------------- |
|         | C6 I  | 2005–2012       |
|         | C6 II | 2016–2021       |

#### Crossovery
- Segment B

| Zdjęcie | Model                | Okres produkcji |
| ------- | -------------------- | --------------- |
|         | C3 Aircross/Aircross | 2010-2021       |
|         | C3 XR                | od 2014         |
|         | C4 Cactus            | 2014-2020       |
|         | C3 Aircross I        | 2017-2024       |

- Segment C

| Zdjęcie | Model          | Okres produkcji |
| ------- | -------------- | --------------- |
|         | C4 Aircross    | 2012–2016       |
|         | C5 Aircross I  | 2017-2025       |
|         | C3 Aircross II | od 2024         |

- Segment D

| Zdjęcie | Model          | Okres produkcji |
| ------- | -------------- | --------------- |
|         | C-Crosser      | 2007–2014       |
|         | C5 Aircross II | od 2025         |

#### Minivany
- Segment B

| Zdjęcie | Model      | Okres produkcji |
| ------- | ---------- | --------------- |
|         | C3 Picasso | 2009–2017       |

- Segment C

| Zdjęcie | Model                                    | Okres produkcji |
| ------- | ---------------------------------------- | --------------- |
|         | C4 Picasso I                             | 2006–2013       |
|         | C4 Grand Picasso I                       | 2006–2013       |
|         | C4 Picasso II C4 SpaceTourer             | 2013–2019       |
|         | C4 Grand Picasso II Grand C4 SpaceTourer | 2013–2021       |

- Segment D

| Zdjęcie | Model | Okres produkcji |
| ------- | ----- | --------------- |
|         | C8    | 2002–2015       |

### Seria DS (2009–2016)

#### Segment B
| Zdjęcie | Model | Okres produkcji |
| ------- | ----- | --------------- |
|         | DS3   | 2009–2016       |

#### Segment C
| Zdjęcie | Model | Okres produkcji |
| ------- | ----- | --------------- |
|         | DS4   | 2011–2015       |

#### Segment D
| Zdjęcie | Model | Okres produkcji |
| ------- | ----- | --------------- |
|         | DS5   | 2011–2015       |

### Modele koncepcyjne
- Citroën Osmose(inne języki) (2001)
- Citroën Osée(inne języki) (2001)
- Citroën C-Airdream(inne języki) (2002)
- Citroën C-Crosser Concept (2003)
- Citroën C-Airlounge(inne języki) (2003)
- Citroën C-Airplay(inne języki) (2005)
- Citroën C-Sportlounge(inne języki) (2005)
- Citroën C-Buggy(inne języki) (2006)
- Citroën C-Métisse (2006)
- Citroën Cruiser Crosser (2007)
- Citroën C5 Airscape(inne języki) (2007)
- Citroën C-Cactus (2007)
- Citroën Hypnos(inne języki) (2008)
- Citroën GT (2008)
- Citroën Eco-Luxury Sedan (2009)
- Citroën C7 (2009)
- Citroën DS Inside(inne języki) (2009)
- Citroën REVOLTe (2009)
- Citroën Survolt(inne języki) (2010)
- Citroën GQ(inne języki) (2010)
- Citroën Metropolis(inne języki) (2010)
- Citroën Lacoste(inne języki) (2010)
- Citroën Taranis (2011)
- Citroën E-3POD Antistatic (2011)
- Citroën Tubik(inne języki) (2011)
- Citroën Numéro 9(inne języki) (2012)
- Citroen CXperience (2016)

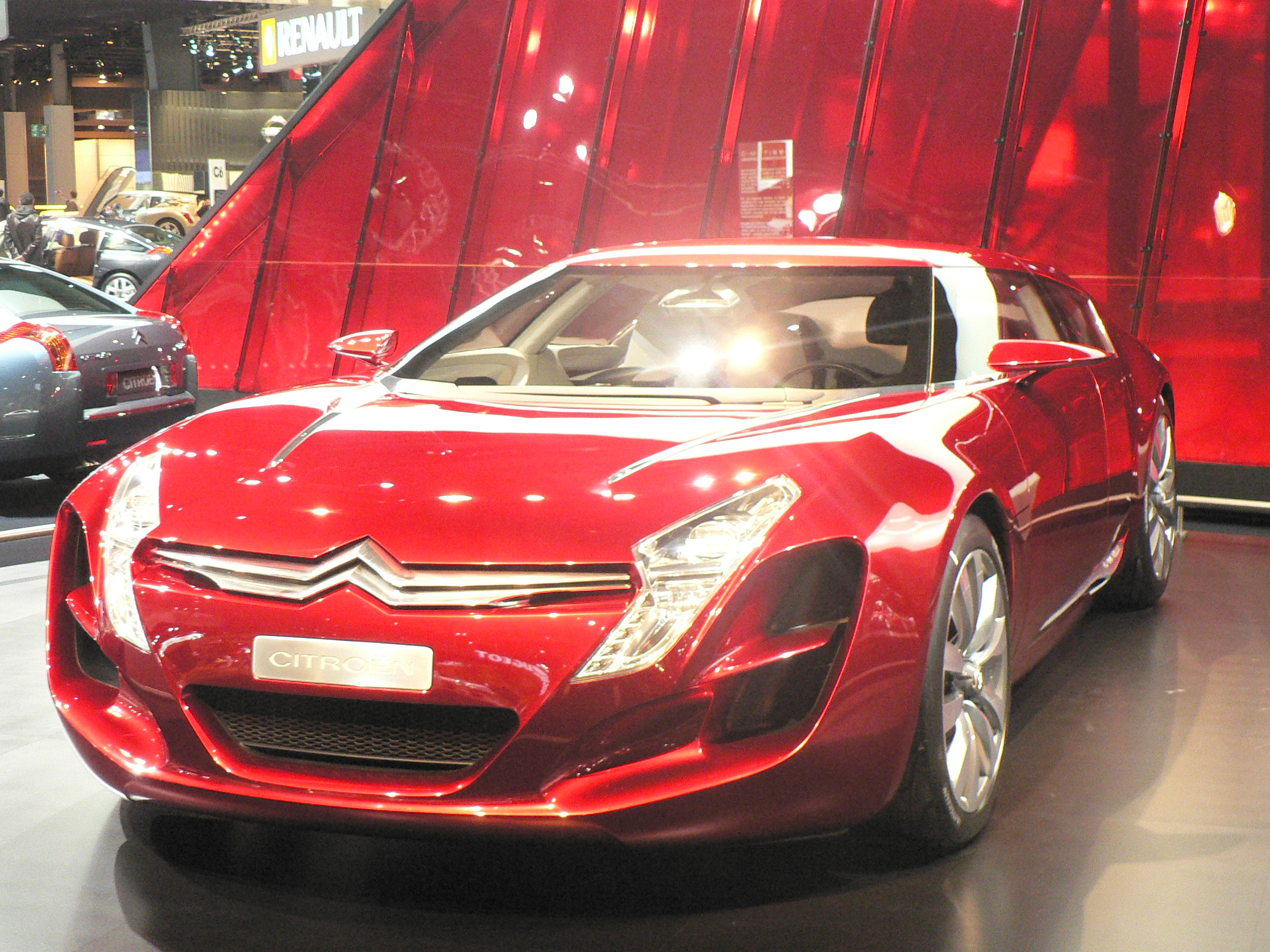
Citroën C-Métisse
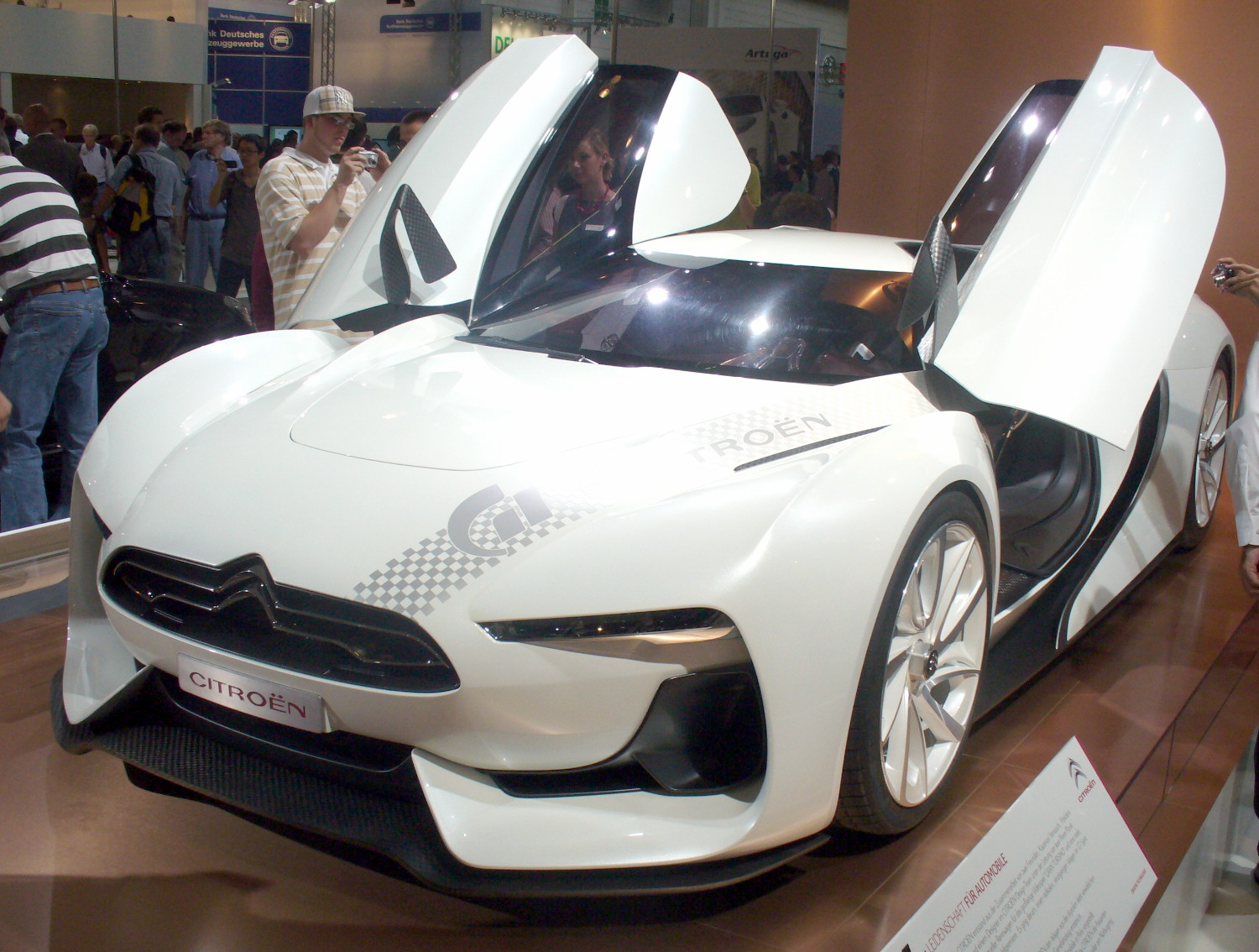
Citroën GT
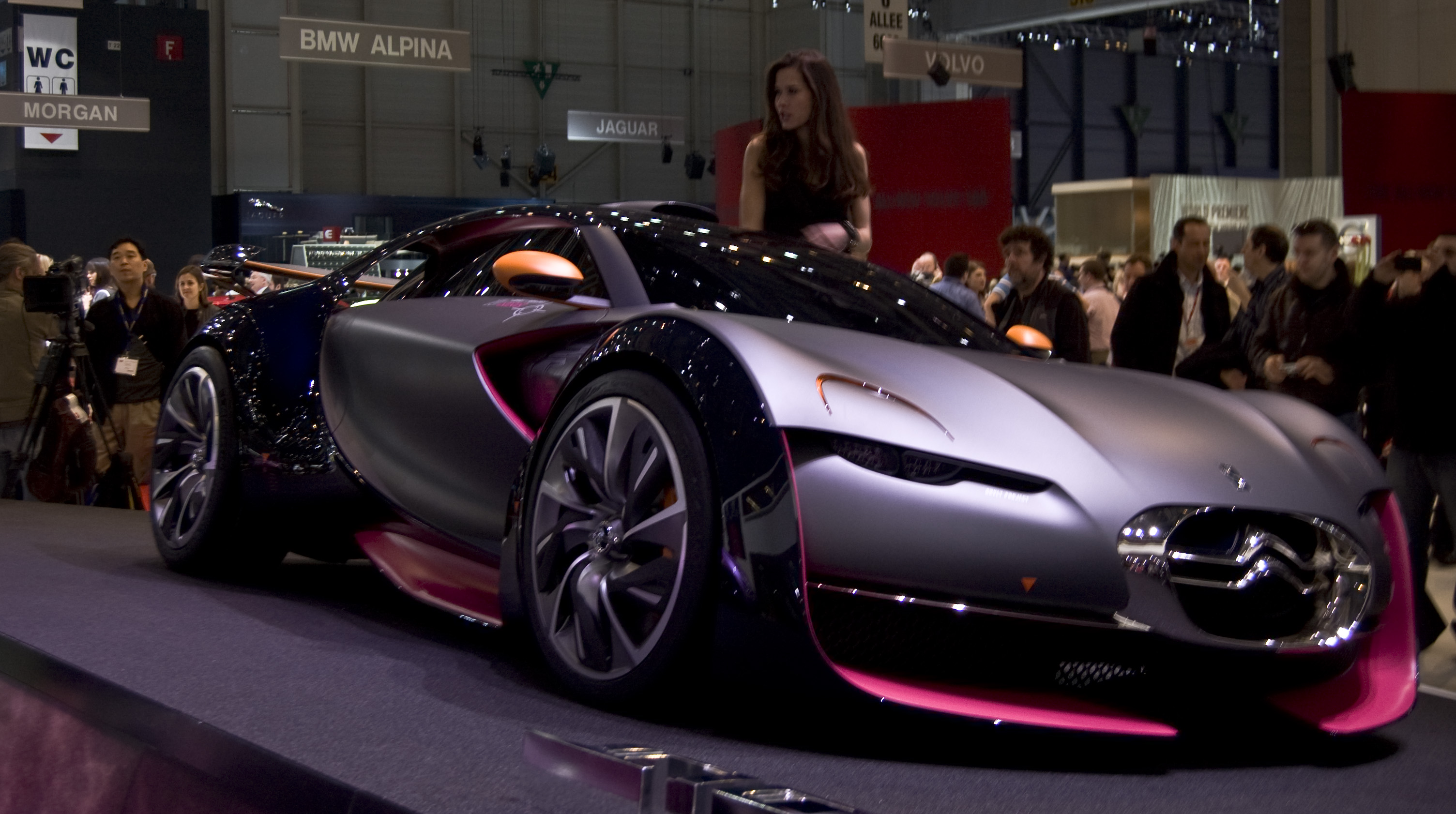
Citroën Survolt(inne języki)
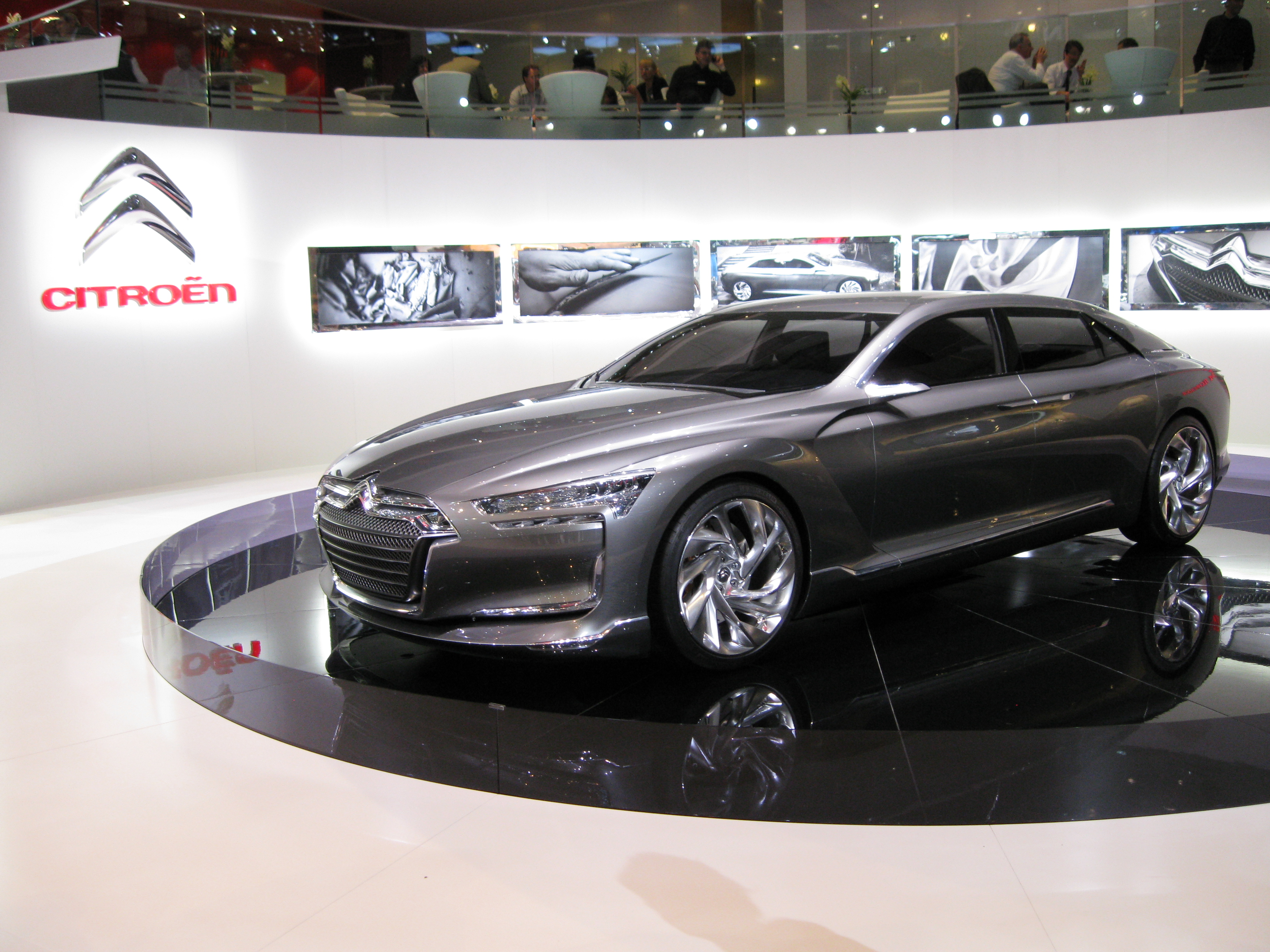
Citroën Metropolis(inne języki)
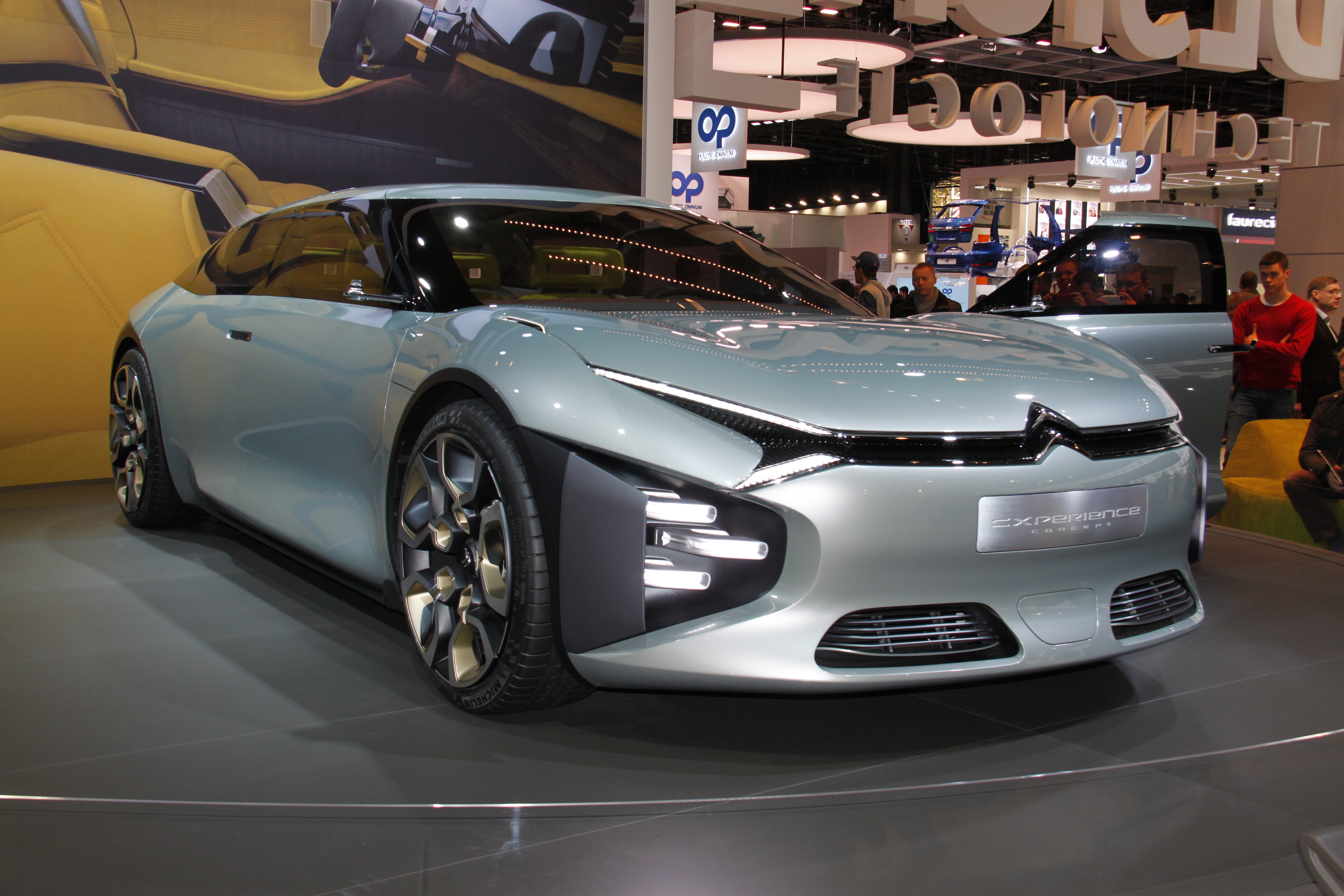
Citroen CXperience

## Odbiór
W 1967 w filmie Fantomas wraca Citroën DS wystąpił w roli samochodu – ukrytego samolotu odrzutowego, umożliwiając Fantomasowi (Jean Marais) ucieczkę.